# Lobkovická hrobka (Hořín)
Lobkovická hrobka, zvaná také Lobkowiczká hrobka v Hoříně, je komplex pohřební kaple Nejsvětějšího jména Ježíšova z let 1826–1849 a přiléhajícího pohřebiště knížecího rodu Lobkowiczů z konce 19. století. Nachází se na vyvýšeném místě hřbitova ve středočeském Hoříně. Hrobka je v majetku mělnických Lobkowiczů a je památkově chráněná.

## Historie
Hořín se dostal do majetku Lobkowiczů v roce 1753 prostřednictvím sňatku Marie Ludmily Czerninové z Chudenic (1738–1790) a Augusta Antonína Josefa z Lobkowicz (1729–1803). V roce 1787 se zámecká kaple stala farním kostelem a následně byl na okraji Hořína založen hřbitov.
Kaple Nejsvětějšího jména Ježíšova byla postavena v letech 1826–1849. Vyprojektoval ji Hans (Jan) Gasser z Vídně a stála 34 tisíc zlatých. Vysvěcena byla 20. srpna 1853 pražským arcibiskupem Bedřichem kardinálem Schwarzenbergem.
Na konci 19. století (1895–1897) vzniklo pohřebiště mezi kaplí a novou obvodovou zdí podle návrhu českého architekta Josefa Schulze (1840–1917), který už měl tehdy za sebou projekt úpravy Národního divadla, stavbu Rudolfina (spolu s Josefem Zítkem) a Národního muzea. V blízkém Mělníku navrhl vilu Julii pro podnikatele Josefa Viktorina. Schulz připravil pro zadavatele Jiřího Kristiána z Lobkowicz několik variant pohřebiště v podobě campo santo. Ambiciózní návrh krytého neorenesančního půlkruhového ambitu, ve kterém by byly umístěny hrobky, nebyl z důvodu vysokých nákladů přijat. Schválen byl jednodušší plán s architektonicky členěnou ohradní zdí. Dne 10. září roku 1897 byly z krypty hřbitovní kaple za církevního pohřebního obřadu přeneseny ostatky příslušníků rodu Lobkowiczů do nově zřízených hrobek. Církevní obřad celebroval pražský arcibiskup František kardinál Schönborn.
Po únorovém puči 1948 mělničtí Lobkowiczové odešli do emigrace a hrobka v době komunistické zvůle začala chátrat. V roce 1992 hrobku zrestituoval Otakar Lobkowicz (1992–1995), který majetek převedl na svého syna Jiřího Lobkowicze (* 1956). V roce 2002 povodně narušily statiku stavby. Další velká povodeň přišla v roce 2013. Od roku 2017 se hrobka opravuje a doplňuje o nové prvky. Původní projekt od Josefa Schulze nebyl zcela realizován, proto v roce 2019 a 2020 proběhla v duchu originálních plánů výstavba balustrády v přední části areálu, která navazuje na zábradlí schodiště, dále dvě brány a průhledy vyplněné kováním v novém ohrazení vlastního pohřebiště od kaple symetricky směrem k oběma koncům obvodových zdí, areál pohřebiště tak bude po dokončení prací uzavřen. Úpravy projektoval architekt Miloslav Marek (Archma s. r. o.).

## Architektura a sochařská výzdoba

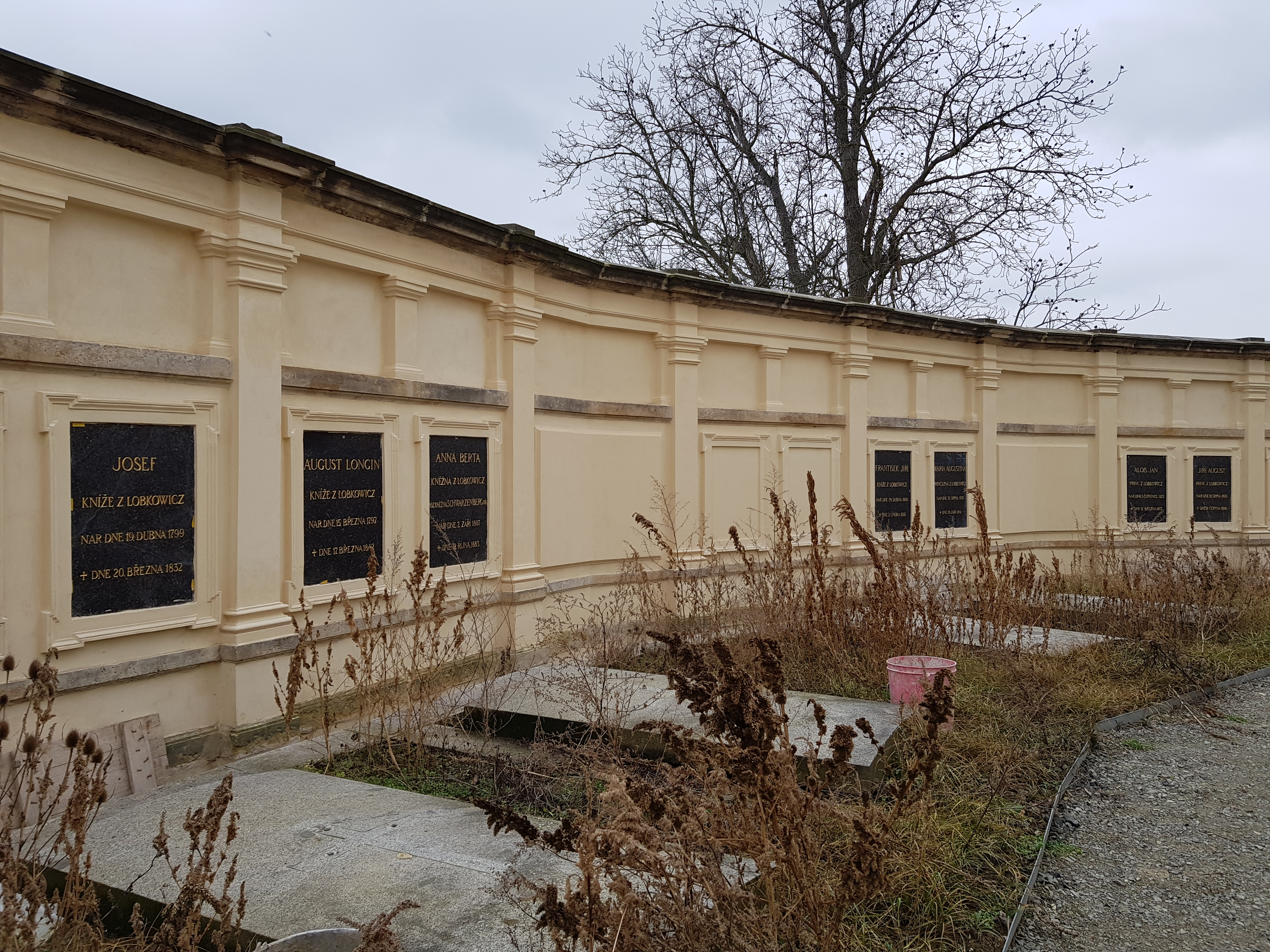
Pohřebiště kolem kaple v době restaurování

Centrální osmiboká hřbitovní kaple, která leží na vyvýšené terase, má plechovou kopuli s vikýři, kterou na vrcholku zdobí kříž. V horní části stěn jsou kruhová okna a v dolní části obdélníková se šambránou. Nároží jsou zvýrazněna tmavší bosáží. Ke kapli vedou dvě kamenná schodiště, jejichž balustráda z prolamovaných kamenných desek stylově navazuje na ohrazení terasy před kaplí. Mezi rameny venkovního schodiště jsou za dveřmi schody vedoucí dolů k pohřebním komorám pod kaplí. Před kaplí je dřevěný kříž s ukřižovaným Kristem z plechu.
Uvnitř kaple jsou stěny členěny pilastry, které jsou zakončeny korintskými hlavicemi. Interiér zdobí socha Krista v nadživotní velikosti z roku 1853 od Hanse Gassera. Po obou stranách vchodu jsou přístupy na kruchtu.
Areál na západní straně uzavírá ohradní zeď na půdorysu nadpolovičního výseku šestnáctiúhelníku s černými náhrobními deskami. Podél vnější zdi je 18 hrobových komor. Hrobky mají kamenné orámování a vypouklé krycí desky s křížem.
Nové ohradní zdi, symetricky nalevo a napravo od kaple, které byly postaveny v letech 2019 a 2020 a uzavírají samotné pohřebiště, jsou rozčleněny pilastry, mezi kterými je uprostřed vstupní brána s kovovými vraty a po stranách obdélníkové průhledy (okna) s kovanou výplní. Nad branami je trojúhelníkový tympanon. V levém tympanonu bude reliéf erbu Lobkoviců a pod ním pozměněné heslo rodu Popel jsi a Popel budeš. V pravém tympanonu bude erb šlechtického rodu Széchenyiů, ze kterého pocházela matka stavebníka Jiřího Lobkowicze Zuzana, a pod ním heslo v latině Si Deus pro nobis, quis contra nos?, to znamená Je-li Bůh s námi, kdo (může být) proti nám? (Nový zákon, Římanům 8,31).
Poblíž kaple stávaly do roku 1981 barokní sochy sv. Notburgy a sv. Wolfganga z let 1747–1748 od Ignáce Františka Platzera (1717–1787), které byly v roce 1981 umístěny v lapidáriu u státního zámku v Mnichově Hradišti.

## Seznam pochovaných
Kapli v půlkruhu obklopuje pohřebiště členů mělnické větve rodu Lobkowiczů od dob knížete Augusta Antonína Josefa. Do jedné hrobové komory je obvykle uložena jedna až tři rakve. Seznam vychází z nápisů na náhrobních deskách. Podle některých zdrojů byly v hrobce pohřbeny ještě dvě neprovdané příslušnice rodu – Marie Helena (10. 2. 1805 – 15. 4. 1856), dcera Antonína Isidora z Lobkowicz, spoluzakladatelka nemocnice milosrdných sester sv. Karla Boromejského na Malé Straně v Praze, a Anna Maria (6. 3. 1923 Drahenice – 8. 9. 2004 Oberalm), dcera Jana Adolfa Lobkowicze. Dále pak byl v Hoříně pochován novorozenec Antonín Isidor (17. 6. 1833 – 18. 6. 1833), syn Augusta Longina Josefa z Lobkowicz. Před vystavěním pohřební kaple byl v Hoříně pohřben také Antonín Isidor z Lobkowicz (16. 12. 1773 Madrid – 12. 6. 1819 Praha), kníže z Lobkowicz, 4. hlava mělnicko-hořínské sekundogenitury a nejvyšší zemský komorník Českého království (1812–1819). V roce 2020 se jejich jména na pohřebních deskách nenacházela, proto prozatím nejsou uvedeni v následující tabulce.

### Chronologicky podle data úmrtí
V tabulce jsou uvedeny základní informace o pohřbených. Fialově jsou vyznačeni příslušníci rodu Lobkowiczů, žlutě jsou vyznačeny manželky z jiných rodů, pokud zde byly pohřbeny, nebo příbuzní. Červeně jsou zvýrazněna knížata. Generace jsou počítány od Mareše z Újezdu. U manželek je generace v závorce a týká se generace manžela.
| Pořadí | Gene-race   | Jméno pohřbeného                        | Datum a místo narození                                   | Otec                                                                                        | Datum a místo sňatku, choť | Pohřeb a uložení do hrobky | Poznámky |
| Pořadí | Gene-race   | Jméno pohřbeného                        | Datum a místo úmrtí                                      | Matka                                                                                       | Datum a místo sňatku, choť | Pohřeb a uložení do hrobky | Poznámky |
| ------ | ----------- | --------------------------------------- | -------------------------------------------------------- | ------------------------------------------------------------------------------------------- | --- | --- | --- |
| 1.     | (10.)       | Marie Ludmila Czerninová z Chudenic     | 21. 4. 1738 Praha                                        | František Antonín Czernin z Chudenic 1710 – 20. 12. 1739                                    | 16. 9. 1753 Hořín: August Antonín Josef z Lobkowicz (č. 2)                                                                    | | Dědička mělnického panství, porodila 19 dětí: - 1. Marie Josefa (*/† 1754) - 2. Marie Josefa (1756–1793) - 3. Kristián (1757–1759) - 4. August (*† 1758) - 5. Marie Isabela (1759–1761) - 6. Marie Walburga (*/† 1760) - 7. Jan Václav (1761–1768) - 8. František Antonín (*/† 1762) - 9. Anna Josefa (*/† 1763) - 10. Marie Karolína (1764–1768) - 11. Ferdinand (1765–1768) - 12. Marie Anna (1766–1768) - 13. Marie Terezie Gabriela (1767–1820, č. 3) - 14. Marie (1769–1770) - 15. Marie Eleonora, provd. Thurn-Taxisová (1770–1834; pohřbena v hrobce Thurn-Taxisů v Sýčině) - 16. Emanuel Felix (1771–1773) - 17. Antonín Isidor (1773–1819) - 18. Rosa de Lima (1775–1777) - 19. Maria Ludecilla (1778–1779) |
| 1.     | (10.)       | Marie Ludmila Czerninová z Chudenic     | 20. 6. 1790 Praha                                        | Isabela Marie z Merode-Westerlo 13. 10. 1703 – 1. 4. 1780                                   | 16. 9. 1753 Hořín: August Antonín Josef z Lobkowicz (č. 2)                                                                    | | Dědička mělnického panství, porodila 19 dětí: - 1. Marie Josefa (*/† 1754) - 2. Marie Josefa (1756–1793) - 3. Kristián (1757–1759) - 4. August (*† 1758) - 5. Marie Isabela (1759–1761) - 6. Marie Walburga (*/† 1760) - 7. Jan Václav (1761–1768) - 8. František Antonín (*/† 1762) - 9. Anna Josefa (*/† 1763) - 10. Marie Karolína (1764–1768) - 11. Ferdinand (1765–1768) - 12. Marie Anna (1766–1768) - 13. Marie Terezie Gabriela (1767–1820, č. 3) - 14. Marie (1769–1770) - 15. Marie Eleonora, provd. Thurn-Taxisová (1770–1834; pohřbena v hrobce Thurn-Taxisů v Sýčině) - 16. Emanuel Felix (1771–1773) - 17. Antonín Isidor (1773–1819) - 18. Rosa de Lima (1775–1777) - 19. Maria Ludecilla (1778–1779) |
| 2.     | 10.         | August Antonín Josef z Lobkowicz        | 21. 9. 1729 Praha                                        | Jan Jiří Kristián z Lobkowicz 10. 8. 1686 Praha – 4. 10. 1755 Vídeň                         | 16. 9. 1753 Hořín: Marie Ludmila Czerninová z Chudenic (č. 1)                                                                 | | Kníže a (3.) hlava sekundogenitury (1802–1803), nejvyšší maršálek Českého království (1791–1803). |
| 2.     | 10.         | August Antonín Josef z Lobkowicz        | 28. 3. 1803 Praha                                        | Marie Jindřiška Karolína z Waldsteinu 24. 1. 1702 Vídeň – 11. 3. 1780 Vídeň                 | 16. 9. 1753 Hořín: Marie Ludmila Czerninová z Chudenic (č. 1)                                                                 | | Kníže a (3.) hlava sekundogenitury (1802–1803), nejvyšší maršálek Českého království (1791–1803). |
| 3.     | 11.         | Marie Terezie Gabriela z Lobkowicz      | 13. 9. 1767                                              | August Antonín Josef z Lobkowicz (č. 2)                                                     | | | |
| 3.     | 11.         | Marie Terezie Gabriela z Lobkowicz      | 1. 5. 1820                                               | Marie Ludmila Czerninová z Chudenic (č. 1)                                                  | | | |
| 4.     | 12.         | Marie Anna z Lobkowicz                  | 4. 10. 1802                                              | Antonín Isidor z Lobkowicz 16. 12. 1773 Madrid – 12. 6. 1819 Praha                          | | Pohřbena v Hoříně 5. 1. 1830. | |
| 4.     | 12.         | Marie Anna z Lobkowicz                  | 1. 1. 1830 Praha                                         | Marie Sidonie Kinská z Vchynic a Tetova (č. 6)                                              | | Pohřbena v Hoříně 5. 1. 1830. | |
| 5.     | 12.         | Josef Maria August z Lobkowicz          | 19. 4. 1799                                              | Antonín Isidor z Lobkowicz 16. 12. 1773 Madrid – 12. 6. 1819 Praha                          | 10. 11. 1829: Marie Františka ze Sternberg-Manderscheidu 2. 11. 1805 – 27. 5. 1845                                            | Pohřben v Hoříně 24. 3. 1832. | Major. |
| 5.     | 12.         | Josef Maria August z Lobkowicz          | 20. 3. 1832                                              | Marie Sidonie Kinská z Vchynic a Tetova (č. 6)                                              | 10. 11. 1829: Marie Františka ze Sternberg-Manderscheidu 2. 11. 1805 – 27. 5. 1845                                            | Pohřben v Hoříně 24. 3. 1832. | Major. |
| 6.     | (11.)       | Marie Sidonie Kinská z Vchynic a Tetova | 11. 2. 1779 Vídeň                                        | Josef Kinský z Vchynic a Tetova 1751–1798                                                   | 6. 6. 1796 Inzersdorf: Antonín Isidor z Lobkowicz 16. 12. 1773 Madrid – 12. 6. 1819 Praha                                     | Pohřbena v Hoříně 28. 3. 1837. | Dáma Řádu hvězdového kříže, palácová dáma. Porodila následující děti: - 1. August Longin Josef (1797–1848; č. 8) - 2. Marie Ludmila, provd. Arenbergová (1798–1868, pohřbena u kapucínů v Enghien) - 3. Josef Maria August (1799–1832; č. 5) - 4. František Jiří (1800–1858; č. 9) - 5. Ferdinand (1801–1831) - 6. Marie Anna (1802–1830; č. 4) - 7. Marie Helena (1805–1856) |
| 6.     | (11.)       | Marie Sidonie Kinská z Vchynic a Tetova | 26. 3. 1837 Praha                                        | Marie Rosa Aloisie z Harrachu 1758–1814                                                     | 6. 6. 1796 Inzersdorf: Antonín Isidor z Lobkowicz 16. 12. 1773 Madrid – 12. 6. 1819 Praha                                     | Pohřbena v Hoříně 28. 3. 1837. | Dáma Řádu hvězdového kříže, palácová dáma. Porodila následující děti: - 1. August Longin Josef (1797–1848; č. 8) - 2. Marie Ludmila, provd. Arenbergová (1798–1868, pohřbena u kapucínů v Enghien) - 3. Josef Maria August (1799–1832; č. 5) - 4. František Jiří (1800–1858; č. 9) - 5. Ferdinand (1801–1831) - 6. Marie Anna (1802–1830; č. 4) - 7. Marie Helena (1805–1856) |
| 7.     | 13.         | Marie Augusta (Augustina) z Lobkowicz   | 28. 8. 1838                                              | August Longin Josef z Lobkowicz (č. 8)                                                      | | Pohřbena v Hoříně 23. 9. 1841. | |
| 7.     | 13.         | Marie Augusta (Augustina) z Lobkowicz   | 20. 9. 1841 Hořín                                        | Anna Berta ze Schwarzenbergu (č. 11)                                                        | | Pohřbena v Hoříně 23. 9. 1841. | |
| 8.     | 12.         | August Longin Josef z Lobkowicz         | 15. 3. 1797 Praha                                        | Antonín Isidor z Lobkowicz 16. 12. 1773 Madrid – 12. 6. 1819 Praha                          | 10. 11. 1827 Hluboká nad Vltavou: Anna Berta ze Schwarzenbergu (č. 11)                                                        | Pohřben v Hoříně 23. 3. 1842. | Kníže a (5.) hlava sekundogenitury (1819–1842), c. k. komoří (1818), tajný rada (1826), guvernér v Lombardii, držitel velkokříže Leopoldova řádu (1836), majitel panství Mělník, Drhovle, Sedlec, Rožďalovice a Pšovka. |
| 8.     | 12.         | August Longin Josef z Lobkowicz         | 17. 3. 1842 Vídeň                                        | Marie Sidonie Kinská z Vchynic a Tetova (č. 6)                                              | 10. 11. 1827 Hluboká nad Vltavou: Anna Berta ze Schwarzenbergu (č. 11)                                                        | Pohřben v Hoříně 23. 3. 1842. | Kníže a (5.) hlava sekundogenitury (1819–1842), c. k. komoří (1818), tajný rada (1826), guvernér v Lombardii, držitel velkokříže Leopoldova řádu (1836), majitel panství Mělník, Drhovle, Sedlec, Rožďalovice a Pšovka. |
| 9.     | 12.         | František Jiří z Lobkowicz              | 24. 4. 1800                                              | Antonín Isidor z Lobkowicz 16. 12. 1773 Madrid – 12. 6. 1819 Praha                          | | Pohřben v Hoříně 6. 2. 1858. | Rytíř Řádu německých rytířů, plukovník v armádě, c. k. komoří, majitel statku Rožďalovice. Ranila ho mrtvice v Pražské Loretě na Hradčanech. |
| 9.     | 12.         | František Jiří z Lobkowicz              | 2. 2. 1858 Praha                                         | Marie Sidonie Kinská z Vchynic a Tetova (č. 6)                                              | | Pohřben v Hoříně 6. 2. 1858. | Rytíř Řádu německých rytířů, plukovník v armádě, c. k. komoří, majitel statku Rožďalovice. Ranila ho mrtvice v Pražské Loretě na Hradčanech. |
| 10.    | 14.         | Alois Jan z Lobkowicz                   | 3. 7. 1875                                               | Jiří Kristián z Lobkowicz (č. 13)                                                           | | Pohřben v Hoříně 14. 3. 1877. | Zemřel na neštovice. |
| 10.    | 14.         | Alois Jan z Lobkowicz                   | 12. 3. 1877                                              | Anna z Liechtensteinu (č. 16)                                                               | | Pohřben v Hoříně 14. 3. 1877. | Zemřel na neštovice. |
| 11.    | (12.)       | Anna Berta ze Schwarzenbergu            | 2. 9. 1807 Vídeň                                         | Josef II. Jan ze Schwarzenbergu 27. 6. 1769 Vídeň – 19. 12. 1833 Hluboká nad Vltavou        | 10. 11. 1827 Hluboká nad Vltavou: August Longin Josef z Lobkowicz (č. 8)                                                      | Pohřbena v Hoříně 20. 10. 1883. | Palácová dáma, zemřela na ochrnutí srdce, pochovával ji její bratr, pražský arcibiskup Bedřich ze Schwarzenbergu. Narodilo se jí následujících sedm dětí: - 1. Marie Sidonie, provd. Lobkowiczová (1828–1917; pohřbena v Lobkowiczké hrobce v Roudnici nad Labem) - 2. Marie Hedvika Karolína, provd. Windisch-Grätzová (1829–1852; pohřbena v Tachově a později v hrobce Windisch-Graetzů v Kladrubech) - 3. Marie Anna Polyxena Ludmila, provd. Esterházyová z Galanty (1830–1913; pohřbena v Mayerlingu) - 4. Marie Rosa, provd. Neippergová (1832–1905, pohřbena v Massenbachhausenu) - 5. Antonín Isidor (1833–1833) - 6. Jiří Kristián (1835–1908; č. 13) - 7. Marie Augustina (1838–1841; č. 7) |
| 11.    | (12.)       | Anna Berta ze Schwarzenbergu            | 12. 10. 1883 Salcburk                                    | Pavlína z Arenbergu 2. 9. 1774 Brusel – 1. 7. 1810 Paříž                                    | 10. 11. 1827 Hluboká nad Vltavou: August Longin Josef z Lobkowicz (č. 8)                                                      | Pohřbena v Hoříně 20. 10. 1883. | Palácová dáma, zemřela na ochrnutí srdce, pochovával ji její bratr, pražský arcibiskup Bedřich ze Schwarzenbergu. Narodilo se jí následujících sedm dětí: - 1. Marie Sidonie, provd. Lobkowiczová (1828–1917; pohřbena v Lobkowiczké hrobce v Roudnici nad Labem) - 2. Marie Hedvika Karolína, provd. Windisch-Grätzová (1829–1852; pohřbena v Tachově a později v hrobce Windisch-Graetzů v Kladrubech) - 3. Marie Anna Polyxena Ludmila, provd. Esterházyová z Galanty (1830–1913; pohřbena v Mayerlingu) - 4. Marie Rosa, provd. Neippergová (1832–1905, pohřbena v Massenbachhausenu) - 5. Antonín Isidor (1833–1833) - 6. Jiří Kristián (1835–1908; č. 13) - 7. Marie Augustina (1838–1841; č. 7) |
| 12.    | 14.         | Jiří August z Lobkowicz                 | 18. 8. 1870 Hořín                                        | Jiří Kristián z Lobkowicz (č. 13)                                                           | | Pohřben v Hoříně 16. 6. 1890. | Posluchač práv 2. ročníku na c. k. české univerzitě v Praze. Zemřel na zánět osrdce. |
| 12.    | 14.         | Jiří August z Lobkowicz                 | 11. 6. 1890 Praha                                        | Anna z Liechtensteinu (č. 16)                                                               | | Pohřben v Hoříně 16. 6. 1890. | Posluchač práv 2. ročníku na c. k. české univerzitě v Praze. Zemřel na zánět osrdce. |
| 13.    | 13.         | Jiří Kristián z Lobkowicz, zvaný Gox    | 14. 5. 1835 Vídeň                                        | August Longin Josef z Lobkowicz (č. 8)                                                      | 22. 5. 1864 Vídeň: Anna z Liechtensteinu (č. 16)                                                                              | Výkrop v chrámě provedl pražský arcibiskup Lev kardinál Skrbenský z Hříště, pohřební průvod vedl světící biskup František Brusák. Pohřben v hrobce na hřbitově v Hoříně 25. 12. 1908. | Kníže a (6.) hlava sekundogenitury (1842–1908), tajný rada (1883), poslanec Českého zemského sněmu, nejvyšší maršálek Českého království (1871–1872 a 1883–1907), dědičný člen Panské sněmovny rakouské Říšské rady (1883–1908), držitel velkokříže Leopoldova řádu (1891), rytíř Řádu zlatého rouna (1903), držitel velkokříže Královského uherského řád sv. Štěpána (1905), čestný rytíř Maltézského řádu. Majitel statků Mělník, Drhovle, Sedlec, Rožďalovice a Pšovka. Zemřel ve věku 73 let na zvětšenou prostatu (hypertrophia prostatae) a uremii. |
| 13.    | 13.         | Jiří Kristián z Lobkowicz, zvaný Gox    | 21. 12. 1908 Praha-Malá Strana                           | Anna Berta ze Schwarzenbergu (č. 11)                                                        | 22. 5. 1864 Vídeň: Anna z Liechtensteinu (č. 16)                                                                              | Výkrop v chrámě provedl pražský arcibiskup Lev kardinál Skrbenský z Hříště, pohřební průvod vedl světící biskup František Brusák. Pohřben v hrobce na hřbitově v Hoříně 25. 12. 1908. | Kníže a (6.) hlava sekundogenitury (1842–1908), tajný rada (1883), poslanec Českého zemského sněmu, nejvyšší maršálek Českého království (1871–1872 a 1883–1907), dědičný člen Panské sněmovny rakouské Říšské rady (1883–1908), držitel velkokříže Leopoldova řádu (1891), rytíř Řádu zlatého rouna (1903), držitel velkokříže Královského uherského řád sv. Štěpána (1905), čestný rytíř Maltézského řádu. Majitel statků Mělník, Drhovle, Sedlec, Rožďalovice a Pšovka. Zemřel ve věku 73 let na zvětšenou prostatu (hypertrophia prostatae) a uremii. |
| 14.    | 14.         | Marie Františka z Lobkowicz             | 25. 12. 1866 Praha                                       | Jiří Kristián z Lobkowicz (č. 13)                                                           | | | V benediktinském řádu jako sestra Johana Baptista, působila v klášteře sv. Gabriela v Praze. |
| 14.    | 14.         | Marie Františka z Lobkowicz             | 30. 12. 1918 Praha                                       | Anna z Liechtensteinu (č. 16)                                                               | | | V benediktinském řádu jako sestra Johana Baptista, působila v klášteře sv. Gabriela v Praze. |
| 15.    | 14.         | Bedřich z Lobkowicz                     | 10. 10. 1881 Vráž                                        | Jiří Kristián z Lobkowicz (č. 13)                                                           | 24. 4. 1906 Praha: Josefa Antonie Kunhuta z Thun-Hohensteinu 3. 3. 1886 Praha – 28. 12. 1971 Deutschlandsberg                 | | Kníže a (7.) hlava sekundogenitury (1908–1923), JUDr., c. k. komoří (1908), dědičný člen rakouské Panské sněmovny (1909–1918). Narodily se mu následující děti: - 1. Jiří Kristián (1907–1932; č. 18) - 2. Ludmila, provd. von und zu Liechtenstein (1908–1974; pohřbena na hřbitově v Holleneggu) |
| 15.    | 14.         | Bedřich z Lobkowicz                     | 18. 4. 1923 Vídeň                                        | Anna z Liechtensteinu (č. 16)                                                               | 24. 4. 1906 Praha: Josefa Antonie Kunhuta z Thun-Hohensteinu 3. 3. 1886 Praha – 28. 12. 1971 Deutschlandsberg                 | | Kníže a (7.) hlava sekundogenitury (1908–1923), JUDr., c. k. komoří (1908), dědičný člen rakouské Panské sněmovny (1909–1918). Narodily se mu následující děti: - 1. Jiří Kristián (1907–1932; č. 18) - 2. Ludmila, provd. von und zu Liechtenstein (1908–1974; pohřbena na hřbitově v Holleneggu) |
| 16.    | (13.)       | Anna z Liechtensteinu                   | 26. 2. 1846 Vídeň                                        | Alois II. z Liechtensteinu 26. 5. 1796 Vídeň – 12. 11. 1858 Lednice                         | 22. 5. 1864 Vídeň: Jiří Kristián z Lobkowicz (č. 13)                                                                          | | Palácová dáma, dáma Řádu hvězdového kříže (1880), nositelka velkokříže Řádu Alžběty (1898), majitelka statku Drahenice. Porodila 12 dětí: - 1. Jiří August (1870–1890; č. 12) - 2. Alois Jan (1875–1877; č. 10) - 3. Bedřich (1881–1923; č. 15) - 4. Jan Adolf (1885–1952; č. 20) - 5. Anna Berta, provd. Esterházyová z Galanty (1865–1917) - 6. Marie Františka (sestra Johanna Baptista; 1866–1918; č. 14) - 7. Marie Terezie, provd. von und zu Eltz (1867–1945) - 8. Marie Sidonie, provd. von Waldburg zu Wolfegg und Waldsee (1869–1941) - 9. Marie Henriette (1872–1939; č. 19) - 10. Marie Polyxena (sestra Marie Vojslava; 1874–1951; pohřbena na hřbitově v Litoměřicích) - 11. Maria Therese, provd. von Brühl (1876–1958; pohřbena na klášterním hřbitově v Schäftlarnu) - 12. Rosa Maria, provd. von Nostitz-Rieneck (1879–1957; pohřbena na klášterním hřbitově v Schäftlarnu) |
| 16.    | (13.)       | Anna z Liechtensteinu                   | 22. 4. 1924 Praha                                        | Františka Kinská z Vchynic a Tetova 8. 8. 1813 Vídeň – 5. 2. 1881 Vídeň                     | 22. 5. 1864 Vídeň: Jiří Kristián z Lobkowicz (č. 13)                                                                          | | Palácová dáma, dáma Řádu hvězdového kříže (1880), nositelka velkokříže Řádu Alžběty (1898), majitelka statku Drahenice. Porodila 12 dětí: - 1. Jiří August (1870–1890; č. 12) - 2. Alois Jan (1875–1877; č. 10) - 3. Bedřich (1881–1923; č. 15) - 4. Jan Adolf (1885–1952; č. 20) - 5. Anna Berta, provd. Esterházyová z Galanty (1865–1917) - 6. Marie Františka (sestra Johanna Baptista; 1866–1918; č. 14) - 7. Marie Terezie, provd. von und zu Eltz (1867–1945) - 8. Marie Sidonie, provd. von Waldburg zu Wolfegg und Waldsee (1869–1941) - 9. Marie Henriette (1872–1939; č. 19) - 10. Marie Polyxena (sestra Marie Vojslava; 1874–1951; pohřbena na hřbitově v Litoměřicích) - 11. Maria Therese, provd. von Brühl (1876–1958; pohřbena na klášterním hřbitově v Schäftlarnu) - 12. Rosa Maria, provd. von Nostitz-Rieneck (1879–1957; pohřbena na klášterním hřbitově v Schäftlarnu) |
| 17.    |             | Elisabeth (Alžběta) z Thun-Hohensteinu  | 26. 12. 1871                                             | Antonín Vincenc Felix z Thun-Hohensteinu 19. 9. 1834 Benátky nad Jizerou – 29. 4. 1888 Osek | | | Dáma v Ústavu šlechtičen u svatých Andělů v Praze; sestřenice Josefy Antonie Kunhuty z Thun-Hohensteinu, manželky Bedřicha (č. 15). |
| 17.    | 10. 7. 1931 | Elisabeth (Alžběta) z Thun-Hohensteinu  | Sylvie z Leon 1. 5. 1847 Česká Olešná – 6. 1. 1918 Praha |                                                                                             | | | Dáma v Ústavu šlechtičen u svatých Andělů v Praze; sestřenice Josefy Antonie Kunhuty z Thun-Hohensteinu, manželky Bedřicha (č. 15). |
| 18.    | 15.         | Jiří Kristián z Lobkowicz               | 22. 2. 1907 Turnov                                       | Bedřich Lobkowicz (č. 15)                                                                   | | Tělo bylo vykropeno 24. 5. 1932 v nemocnici St. Hildegard v Berlíně, slavnostní requiem se konalo 27. 5. ve farním kostele v hořínském zámku, následně byla tělesná schránka uložena do rodinné hrobky v Hoříně. Zádušní mše se konaly následující den v kostele sv. Mikuláše na Malé Straně v Praze a všech patronátních kostelech. | Kníže a (8.) hlava sekundogenitury (1923–1932), automobilový závodník, majitel statků Mělník, Drhovle a Rožďalovice. Zemřel tragicky na následky těžkého zranění, které si přivodil při nehodě během automobilového závodu na okruhu AVUS v Berlíně. |
| 18.    | 15.         | Jiří Kristián z Lobkowicz               | 22. 5. 1932 Berlín                                       | Josefa Antonie Kunhuta z Thun-Hohensteinu 3. 3. 1886 Praha – 28. 12. 1971 Deutschlandsberg  | | Tělo bylo vykropeno 24. 5. 1932 v nemocnici St. Hildegard v Berlíně, slavnostní requiem se konalo 27. 5. ve farním kostele v hořínském zámku, následně byla tělesná schránka uložena do rodinné hrobky v Hoříně. Zádušní mše se konaly následující den v kostele sv. Mikuláše na Malé Straně v Praze a všech patronátních kostelech. | Kníže a (8.) hlava sekundogenitury (1923–1932), automobilový závodník, majitel statků Mělník, Drhovle a Rožďalovice. Zemřel tragicky na následky těžkého zranění, které si přivodil při nehodě během automobilového závodu na okruhu AVUS v Berlíně. |
| 19.    | 14.         | Marie Jindřiška (Henrieta) z Lobkowicz  | 17. 10. 1872 Drhovle                                     | Jiří Kristián z Lobkowicz (č. 13)                                                           | | | |
| 19.    | 14.         | Marie Jindřiška (Henrieta) z Lobkowicz  | 28. 5. 1939 Praha                                        | Anna z Liechtensteinu (č. 16)                                                               | | | |
| 20.    | 14.         | Jan Adolf Lobkowicz                     | 6. 11. 1885 Praha                                        | Jiří Kristián z Lobkowicz (č. 13)                                                           | 13. 1. 1921 Grundlsee: Marie Anna Czerninová z Chudenic 2. 12. 1899 Paříž – 28. 8. 1965 Bad Aussee                            | | Kníže a (9.) hlava sekundogenitury (1932–1952), JUDr., c. k. komoří, nadporučík v záloze, majitel statku Drahenice. Narodily se mu následující děti: - 1. Otakar (Ottokar; 1922–1995; č. 21) - 2. Anna (1923–2004) - 3. Marie Terezie, provd. von Kellersperg (Maria Theresia; 1925–2007) - 4. Mikuláš (Nikolaus; 1931–2019; pohřben v Drahenicích) - 5. Bedřich (Friedrich; 1932–1998) Manželka byla pohřbena na hřbitově v Grundlsee. |
| 20.    | 14.         | Jan Adolf Lobkowicz                     | 11. 1. 1952 Wolfegg                                      | Anna z Liechtensteinu (č. 16)                                                               | 13. 1. 1921 Grundlsee: Marie Anna Czerninová z Chudenic 2. 12. 1899 Paříž – 28. 8. 1965 Bad Aussee                            | | Kníže a (9.) hlava sekundogenitury (1932–1952), JUDr., c. k. komoří, nadporučík v záloze, majitel statku Drahenice. Narodily se mu následující děti: - 1. Otakar (Ottokar; 1922–1995; č. 21) - 2. Anna (1923–2004) - 3. Marie Terezie, provd. von Kellersperg (Maria Theresia; 1925–2007) - 4. Mikuláš (Nikolaus; 1931–2019; pohřben v Drahenicích) - 5. Bedřich (Friedrich; 1932–1998) Manželka byla pohřbena na hřbitově v Grundlsee. |
| 21.    | 15.         | Otakar Lobkowicz                        | 28. 1. 1922 Praha                                        | Jan Adolf z Lobkowicz (č. 20)                                                               | 7. 10. 1954 Grundlsee (rozvedeni 1. 11. 1966): Susanna Széchenyi ze Sárvár-Felsövidéku 10. 12. 1932 Vídeň – 3. 6. 2025 Šoproň | | Kníže a (10.) hlava sekundogenitury (1952–1995), čestný rytíř Maltézského řádu. V roce 1948 odešel z mělnického velkostatku do emigrace, restituent mělnického a hořínského zámku a hořínské hrobky. Narodily se mu následující děti: - 1. Anton (* 1956; dvojče, kníže a (11.) hlava sekundogenitury (od roku 1995) - 2. Georg (Jiří; * 1956; dvojče) - 3. Elisabeth (1959–1980) Requiem za manželku se konalo 18. 6. 2025 v kostele sv. Štěpána v Nagycenku (Großzinkendorf), poté byly ostatky uloženy do hraběcího mauzolea Széchenyiů na hřbitově v Nagycenku. |
| 21.    | 15.         | Otakar Lobkowicz                        | 1. 6. 1995 Vídeň                                         | Marie Anna Czerninová z Chudenic 2. 12. 1899 Paříž – 28. 8. 1965 Bad Aussee                 | 7. 10. 1954 Grundlsee (rozvedeni 1. 11. 1966): Susanna Széchenyi ze Sárvár-Felsövidéku 10. 12. 1932 Vídeň – 3. 6. 2025 Šoproň | | Kníže a (10.) hlava sekundogenitury (1952–1995), čestný rytíř Maltézského řádu. V roce 1948 odešel z mělnického velkostatku do emigrace, restituent mělnického a hořínského zámku a hořínské hrobky. Narodily se mu následující děti: - 1. Anton (* 1956; dvojče, kníže a (11.) hlava sekundogenitury (od roku 1995) - 2. Georg (Jiří; * 1956; dvojče) - 3. Elisabeth (1959–1980) Requiem za manželku se konalo 18. 6. 2025 v kostele sv. Štěpána v Nagycenku (Großzinkendorf), poté byly ostatky uloženy do hraběcího mauzolea Széchenyiů na hřbitově v Nagycenku. |

### Chronologicky podle data narození
| Pořadí | Jméno pohřbeného                        | Rok narození a úmrtí | Pořadí v tabulce pohřbení podle úmrtí a v rodokmenu | Pořadí | Jméno pohřbeného                       | Rok narození a úmrtí | Pořadí v tabulce pohřbení podle úmrtí a v rodokmenu | Pořadí | Jméno pohřbeného | Rok narození a úmrtí | Pořadí v tabulce pohřbení podle úmrtí a v rodokmenu |
| ------ | --------------------------------------- | -------------------- | --------------------------------------------------- | ------ | -------------------------------------- | -------------------- | --------------------------------------------------- | ------ | ---------------- | -------------------- | --------------------------------------------------- |
| 1.     | August Antonín Josef z Lobkowicz        | 1729–1803            | 2.                                                  | 11.    | Marie Augusta (Augustina) z Lobkowicz  | 1838–1841            | 7.                                                  | 21.    | Otakar Lobkowicz | 1922–1995            | 21.                                                 |
| 2.     | Marie Ludmila Czerninová z Chudenic     | 1738–1790            | 1.                                                  | 12.    | Anna z Liechtensteinu                  | 1846–1924            | 16.                                                 | 22.    |                  |                      |                                                     |
| 3.     | Marie Terezie Gabriela z Lobkowicz      | 1767–1820            | 3.                                                  | 13.    | Marie Františka z Lobkowicz            | 1866–1918            | 14.                                                 | 23.    |                  |                      |                                                     |
| 4.     | Marie Sidonie Kinská z Vchynic a Tetova | 1779–1837            | 6.                                                  | 14.    | Jiří August z Lobkowicz                | 1870–1890            | 12.                                                 | 24.    |                  |                      |                                                     |
| 5.     | August Longin Josef z Lobkowicz         | 1797–1842            | 8.                                                  | 15.    | Elisabeth (Alžběta) Thun-Hohensteinová | 1871–1931            | 17.                                                 | 25.    |                  |                      |                                                     |
| 6.     | Josef Maria August z Lobkowicz          | 1799–1832            | 5.                                                  | 16.    | Marie Jindřiška (Henrieta) z Lobkowicz | 1872–1939            | 19.                                                 | 26.    |                  |                      |                                                     |
| 7.     | František Jiří z Lobkowicz              | 1800–1858            | 9.                                                  | 17.    | Alois Jan z Lobkowicz                  | 1875–1877            | 10.                                                 | 27.    |                  |                      |                                                     |
| 8.     | Marie Anna z Lobkowicz                  | 1802–1830            | 4.                                                  | 18.    | JUDr. Bedřich z Lobkowicz              | 1881–1923            | 15.                                                 | 28.    |                  |                      |                                                     |
| 9.     | Anna Berta ze Schwarzenbergu            | 1807–1883            | 11.                                                 | 19.    | Jan Adolf z Lobkowicz                  | 1885–1952            | 20.                                                 | 29.    |                  |                      |                                                     |
| 10.    | Jiří Kristián z Lobkowicz, zvaný Gox    | 1835–1908            | 13.                                                 | 20.    | Jiří Kristián z Lobkowicz              | 1907–1932            | 18.                                                 | 30.    |                  |                      |                                                     |

### Podle uložení
| Seznam pohřbených podle uložení                                           | Seznam pohřbených podle uložení                                           | Seznam pohřbených podle uložení                                           | Seznam pohřbených podle uložení                                           | Seznam pohřbených podle uložení | Seznam pohřbených podle uložení |
| Pořadí                                                                    | Fotografie náhrobní desky                                                 | Jméno                                                                     | Rok narození a úmrtí                                                      | Pořadí v tabulce pohřbení podle úmrtí a v rodokmenu | Poznámky |
| Od jihu na sever podél vnější zdi, hroby jsou označeny náhrobními deskami | Od jihu na sever podél vnější zdi, hroby jsou označeny náhrobními deskami | Od jihu na sever podél vnější zdi, hroby jsou označeny náhrobními deskami | Od jihu na sever podél vnější zdi, hroby jsou označeny náhrobními deskami | Od jihu na sever podél vnější zdi, hroby jsou označeny náhrobními deskami | Od jihu na sever podél vnější zdi, hroby jsou označeny náhrobními deskami |
| ------------------------------------------------------------------------- | ------------------------------------------------------------------------- | ------------------------------------------------------------------------- | ------------------------------------------------------------------------- | --- | --- |
| 1.                                                                        |                                                                           | August Antonín Josef z Lobkowicz                                          | 1729–1803                                                                 | 2. | syn zakladatele mladší knížecí linie Jana Jiřího Kristiána z Lobkowicz (1686–1755) a jeho manželky Marie Jindřišky Karolíny z Waldsteinu (1702–1780), nejvyšší maršálek Českého království |
| 2.                                                                        | Marie Ludmila Czerninová z Chudenic                                       | 1738–1790                                                                 | 1.                                                                        | dcera Františka Antonína Czernina z Chudenic (1710–1739) a Isabely Marie z Merode-Westerlo (1703–1780), manželka předchozího (č. 1), matka následující (č. 3)                                                                    | |
| 3.                                                                        | Terezie z Lobkowicz                                                       | 1767–1820                                                                 | 3.                                                                        | dcera dvou předchozích (č. 1 a 2) | |
| 4.                                                                        | Marie Anna z Lobkowicz                                                    | 1802–1830                                                                 | 4.                                                                        | dcera Antonína Isidora z Lobkowicz (1773–1819) a jeho manželky Marie Sidonie Kinské z Vchynic a Tetova (č. 5) | |
| 5.                                                                        | Marie Sidonie Kinská z Vchynic a Tetova                                   | 1779–1837                                                                 | 6.                                                                        | dcera Josefa Kinského z Vchynic a Tetova (1751–1798) a jeho manželky Marie Rosy Aloisie z Harrachu (1758–1814), manželka Antonína Isidora z Lobkowicz (1773–1819), matka následujících dvou (č. 6 a 7) a Františka Jiřího (č. 9) | |
| 6.                                                                        |                                                                           | Josef Maria August z Lobkowicz                                            | 1799–1832                                                                 | 5. | syn Antonína Isidora z Lobkowicz (1773–1819) a jeho manželky Marie Sidonie Kinské z Vchynic a Tetova (č. 5) |
| 7.                                                                        | August Longin Josef z Lobkowicz                                           | 1797–1842                                                                 | 8.                                                                        | | |
| 8.                                                                        | Anna Berta ze Schwarzenbergu                                              | 1807–1883                                                                 | 11.                                                                       | dcera Josefa II. Jana ze Schwarzenbergu (1769–1833) a jeho tragicky zesnulé manželky Pavlíny z Arenbergu (1774–1810), manželka předchozího (č. 7), matka Marie Augusty (č. 10) a Jiřího Kristiána (č. 12)                        | |
| 9.                                                                        |                                                                           | František Jiří z Lobkowicz                                                | 1800–1858                                                                 | 9. | syn Antonína Isidora z Lobkowicz (1773–1819) a jeho manželky Marie Sidonie Kinské z Vchynic a Tetova (č. 5) |
| 10.                                                                       | Marie Augusta (Augustina) z Lobkowicz                                     | 1838–1841                                                                 | 7.                                                                        | nejmladší dcera Augusta Longina Josefa z Lobkowicz (č. 7) a jeho manželky Anny Berty ze Schwarzenbergu (č. 8) | |
| 11.                                                                       |                                                                           | Alois Jan z Lobkowicz                                                     | 1875–1877                                                                 | 10. | syn Jiřího Kristiána z Lobkowicz (č. 13) a Anny z Liechtensteinu (č. 14), bratr následujícího |
| 12.                                                                       | Jiří August z Lobkowicz                                                   | 1870–1890                                                                 | 12.                                                                       | syn následujících dvou (č. 13 a 14) | |
| 13.                                                                       | Jiří Kristián z Lobkowicz, zvaný Gox                                      | 1835–1908                                                                 | 13.                                                                       | syn Augusta Longina Josefa z Lobkowicz (č. 7) a jeho manželky Anny Berty ze Schwarzenbergu (č. 8), nejvyšší maršálek Českého království                                                                                          | |
| 14.                                                                       | Anna z Liechtensteinu                                                     | 1846–1924                                                                 | 16.                                                                       | manželka předchozího (č. 13), matka Aloise Jana (č. 11), Jiřího Augusta (č. 12), Bedřicha (č. 17), Marie Františky (č. 15) a Marie Jindřišky (č. 16)                                                                             | |
| 15.                                                                       |                                                                           | Marie Františka z Lobkowicz                                               | 1866–1918                                                                 | 14. | dcera předchozích dvou (č. 13 a 14), vstoupila do benediktinského řádu jako sestra Johana Baptista, působila v klášteře sv. Gabriela v Praze |
| 16.                                                                       | Marie Jindřiška (Henrieta) z Lobkowicz                                    | 1872–1939                                                                 | 19.                                                                       | dcera Jiřího Kristiána z Lobkowicz (č. 13) a Anny z Liechtensteinu (č. 14) | |
| 17.                                                                       | Bedřich z Lobkowicz, JUDr.                                                | 1881–1923                                                                 | 15.                                                                       | syn Jiřího Kristiána z Lobkowicz (č. 13) a Anny z Liechtensteinu (č. 14) | |
| 18.                                                                       |                                                                           | Jiří Kristián z Lobkowicz                                                 | 1907–1932                                                                 | 18. | jediný syn Bedřicha z Lobkowicz (č. 17) a jeho manželky Josefy Antonie Kunhuty z Thun-Hoheisteinu (1886–1971), automobilový závodník |
| 19.                                                                       | Otakar Lobkowicz                                                          | 1922–1995                                                                 | 21.                                                                       | syn následujícího (č. 20) a Marie Anny Czerninové z Chudenic (1899–1965), v roce 1948 odešel z mělnického panství do emigrace, restituent mělnického a hořínského zámku a hořínské hrobky, poslední zde pohřbený                 | |
| 20.                                                                       |                                                                           | Jan Adolf z Lobkowicz                                                     | 1885–1952                                                                 | 20. | |
| Na východní straně pohřebiště u zdi kaple                                 |                                                                           |                                                                           |                                                                           | | |
| 21.                                                                       |                                                                           | Elisabeth (Alžběta) Thun-Hohensteinová                                    | 1871–1931                                                                 | 17. | dcera Antonína Vincence Felixe z Thun-Hohensteinu (19. 9. 1834 Benátky nad Jizerou – 29. 4. 1888 Osek) a jeho manželky Sylvie z Leon (1. 5. 1847 Česká Olešná – 6. 1. 1918 Praha), sestřenice Josefy Antonie Kunhuty z Thun-Hohensteinu, manželky Bedřicha (č. 17), dáma v Ústavu šlechtičen u svatých Andělů v Praze |

### Příbuzenské vztahy pohřbených
Následující schéma znázorňuje příbuzenské vztahy. Červeně orámovaní byli pohřbeni v hrobce, arabské číslice odpovídají pořadí úmrtí podle tabulky v kapitole Chronologicky podle data úmrtí. Tučně jsou zvýrazněna knížata. Římské číslice představují pořadí manželky nebo manžela, pokud někdo uzavřel manželství více než jednou. 13. a 14. generace je každá na dvou řádcích. Vzhledem k účelu schématu se nejedná o kompletní rodokmen.

#### Lobkowiczové
| Jan Jiří Kristián z Lobkowicz 1686–1755 | Jan Jiří Kristián z Lobkowicz 1686–1755 | Jan Jiří Kristián z Lobkowicz 1686–1755 | Jan Jiří Kristián z Lobkowicz 1686–1755 | Jan Jiří Kristián z Lobkowicz 1686–1755             | Jan Jiří Kristián z Lobkowicz 1686–1755             |                                                     |                                                     |                                                      |                                                      |                                                      |                                                      | Marie Jindřiška Karolína z Waldsteinu 1702–1780            | Marie Jindřiška Karolína z Waldsteinu 1702–1780            | Marie Jindřiška Karolína z Waldsteinu 1702–1780            | Marie Jindřiška Karolína z Waldsteinu 1702–1780            | Marie Jindřiška Karolína z Waldsteinu 1702–1780            | Marie Jindřiška Karolína z Waldsteinu 1702–1780            |                                           |                                           |                                                 |                                                 |                                                 |                                                 |                                                 |                                                 |                                       |                                       |                                                          |                                                          |                                                          |                                                          |                                                          |                                                          |                                                      |                                                      |                                                       |                                                       | František Antonín Czernin z Chudenic 1710–1739        | František Antonín Czernin z Chudenic 1710–1739        | František Antonín Czernin z Chudenic 1710–1739        | František Antonín Czernin z Chudenic 1710–1739        | František Antonín Czernin z Chudenic 1710–1739 | František Antonín Czernin z Chudenic 1710–1739 |                                                  |                                                  |                                                    |                                                    |                                                    |                                                    | Isabela Marie z Merode-Westerlo 1703–1780          | Isabela Marie z Merode-Westerlo 1703–1780          | Isabela Marie z Merode-Westerlo 1703–1780 | Isabela Marie z Merode-Westerlo 1703–1780 | Isabela Marie z Merode-Westerlo 1703–1780 | Isabela Marie z Merode-Westerlo 1703–1780 |                                           |                                           |                                      |                                      |                                             |                                             |                                             |                                             |                                                      |                                                      |                                                      |                                                      |                                                      |                                                      |                                       |                                       |                                                      |                                                      |                                                      |                                                      |                                                      |                                                      |  |  |
| Jan Jiří Kristián z Lobkowicz 1686–1755 | Jan Jiří Kristián z Lobkowicz 1686–1755 | Jan Jiří Kristián z Lobkowicz 1686–1755 | Jan Jiří Kristián z Lobkowicz 1686–1755 | Jan Jiří Kristián z Lobkowicz 1686–1755             | Jan Jiří Kristián z Lobkowicz 1686–1755             |                                                     |                                                     |                                                      |                                                      |                                                      |                                                      | Marie Jindřiška Karolína z Waldsteinu 1702–1780            | Marie Jindřiška Karolína z Waldsteinu 1702–1780            | Marie Jindřiška Karolína z Waldsteinu 1702–1780            | Marie Jindřiška Karolína z Waldsteinu 1702–1780            | Marie Jindřiška Karolína z Waldsteinu 1702–1780            | Marie Jindřiška Karolína z Waldsteinu 1702–1780            |                                           |                                           |                                                 |                                                 |                                                 |                                                 |                                                 |                                                 |                                       |                                       |                                                          |                                                          |                                                          |                                                          |                                                          |                                                          |                                                      |                                                      |                                                       |                                                       | František Antonín Czernin z Chudenic 1710–1739        | František Antonín Czernin z Chudenic 1710–1739        | František Antonín Czernin z Chudenic 1710–1739        | František Antonín Czernin z Chudenic 1710–1739        | František Antonín Czernin z Chudenic 1710–1739 | František Antonín Czernin z Chudenic 1710–1739 |                                                  |                                                  |                                                    |                                                    |                                                    |                                                    | Isabela Marie z Merode-Westerlo 1703–1780          | Isabela Marie z Merode-Westerlo 1703–1780          | Isabela Marie z Merode-Westerlo 1703–1780 | Isabela Marie z Merode-Westerlo 1703–1780 | Isabela Marie z Merode-Westerlo 1703–1780 | Isabela Marie z Merode-Westerlo 1703–1780 |                                           |                                           |                                      |                                      |                                             |                                             |                                             |                                             |                                                      |                                                      |                                                      |                                                      |                                                      |                                                      |                                       |                                       |                                                      |                                                      |                                                      |                                                      |                                                      |                                                      |  |  |
|                                         |                                         |                                         |                                         |                                                     |                                                     |                                                     |                                                     |                                                      |                                                      |                                                      |                                                      |                                                            |                                                            |                                                            |                                                            |                                                            |                                                            |                                           |                                           |                                                 |                                                 |                                                 |                                                 |                                                 |                                                 |                                       |                                       |                                                          |                                                          |                                                          |                                                          |                                                          |                                                          |                                                      |                                                      |                                                       |                                                       |                                                       |                                                       |                                                       |                                                       |                                                |                                                |                                                  |                                                  |                                                    |                                                    |                                                    |                                                    |                                                    |                                                    |                                           |                                           |                                           |                                           |                                           |                                           |                                      |                                      |                                             |                                             |                                             |                                             |                                                      |                                                      |                                                      |                                                      |                                                      |                                                      |                                       |                                       |                                                      |                                                      |                                                      |                                                      |                                                      |                                                      |  |  |
|                                         |                                         |                                         |                                         |                                                     |                                                     |                                                     |                                                     |                                                      |                                                      |                                                      |                                                      |                                                            |                                                            |                                                            |                                                            |                                                            |                                                            |                                           |                                           |                                                 |                                                 |                                                 |                                                 |                                                 |                                                 |                                       |                                       |                                                          |                                                          |                                                          |                                                          |                                                          |                                                          |                                                      |                                                      |                                                       |                                                       |                                                       |                                                       |                                                       |                                                       |                                                |                                                |                                                  |                                                  |                                                    |                                                    |                                                    |                                                    |                                                    |                                                    |                                           |                                           |                                           |                                           |                                           |                                           |                                      |                                      |                                             |                                             |                                             |                                             |                                                      |                                                      |                                                      |                                                      |                                                      |                                                      |                                       |                                       |                                                      |                                                      |                                                      |                                                      |                                                      |                                                      |  |  |
|                                         |                                         |                                         |                                         | II. Josef Maria Karel z Lobkowicz 1725–1802         | II. Josef Maria Karel z Lobkowicz 1725–1802         | II. Josef Maria Karel z Lobkowicz 1725–1802         | II. Josef Maria Karel z Lobkowicz 1725–1802         | II. Josef Maria Karel z Lobkowicz 1725–1802          | II. Josef Maria Karel z Lobkowicz 1725–1802          |                                                      |                                                      | Marie Josefa z Harrachu 1727–1788                          | Marie Josefa z Harrachu 1727–1788                          | Marie Josefa z Harrachu 1727–1788                          | Marie Josefa z Harrachu 1727–1788                          | Marie Josefa z Harrachu 1727–1788                          | Marie Josefa z Harrachu 1727–1788                          |                                           |                                           | I. Jan Nepomuk Karel z Liechtensteinu 1724–1748 | I. Jan Nepomuk Karel z Liechtensteinu 1724–1748 | I. Jan Nepomuk Karel z Liechtensteinu 1724–1748 | I. Jan Nepomuk Karel z Liechtensteinu 1724–1748 | I. Jan Nepomuk Karel z Liechtensteinu 1724–1748 | I. Jan Nepomuk Karel z Liechtensteinu 1724–1748 |                                       |                                       |                                                          |                                                          |                                                          |                                                          |                                                          |                                                          |                                                      |                                                      | 2. August Antonín Josef z Lobkowicz 1729–1803         | 2. August Antonín Josef z Lobkowicz 1729–1803         | 2. August Antonín Josef z Lobkowicz 1729–1803         | 2. August Antonín Josef z Lobkowicz 1729–1803         | 2. August Antonín Josef z Lobkowicz 1729–1803         | 2. August Antonín Josef z Lobkowicz 1729–1803         |                                                |                                                | 1. Marie Ludmila Czerninová z Chudenic 1738–1790 | 1. Marie Ludmila Czerninová z Chudenic 1738–1790 | 1. Marie Ludmila Czerninová z Chudenic 1738–1790   | 1. Marie Ludmila Czerninová z Chudenic 1738–1790   | 1. Marie Ludmila Czerninová z Chudenic 1738–1790   | 1. Marie Ludmila Czerninová z Chudenic 1738–1790   |                                                    |                                                    |                                           |                                           |                                           |                                           |                                           |                                           |                                      |                                      |                                             |                                             |                                             |                                             |                                                      |                                                      |                                                      |                                                      |                                                      |                                                      |                                       |                                       |                                                      |                                                      |                                                      |                                                      |                                                      |                                                      |  |  |
|                                         |                                         |                                         |                                         | II. Josef Maria Karel z Lobkowicz 1725–1802         | II. Josef Maria Karel z Lobkowicz 1725–1802         | II. Josef Maria Karel z Lobkowicz 1725–1802         | II. Josef Maria Karel z Lobkowicz 1725–1802         | II. Josef Maria Karel z Lobkowicz 1725–1802          | II. Josef Maria Karel z Lobkowicz 1725–1802          |                                                      |                                                      | Marie Josefa z Harrachu 1727–1788                          | Marie Josefa z Harrachu 1727–1788                          | Marie Josefa z Harrachu 1727–1788                          | Marie Josefa z Harrachu 1727–1788                          | Marie Josefa z Harrachu 1727–1788                          | Marie Josefa z Harrachu 1727–1788                          |                                           |                                           | I. Jan Nepomuk Karel z Liechtensteinu 1724–1748 | I. Jan Nepomuk Karel z Liechtensteinu 1724–1748 | I. Jan Nepomuk Karel z Liechtensteinu 1724–1748 | I. Jan Nepomuk Karel z Liechtensteinu 1724–1748 | I. Jan Nepomuk Karel z Liechtensteinu 1724–1748 | I. Jan Nepomuk Karel z Liechtensteinu 1724–1748 |                                       |                                       |                                                          |                                                          |                                                          |                                                          |                                                          |                                                          |                                                      |                                                      | 2. August Antonín Josef z Lobkowicz 1729–1803         | 2. August Antonín Josef z Lobkowicz 1729–1803         | 2. August Antonín Josef z Lobkowicz 1729–1803         | 2. August Antonín Josef z Lobkowicz 1729–1803         | 2. August Antonín Josef z Lobkowicz 1729–1803         | 2. August Antonín Josef z Lobkowicz 1729–1803         |                                                |                                                | 1. Marie Ludmila Czerninová z Chudenic 1738–1790 | 1. Marie Ludmila Czerninová z Chudenic 1738–1790 | 1. Marie Ludmila Czerninová z Chudenic 1738–1790   | 1. Marie Ludmila Czerninová z Chudenic 1738–1790   | 1. Marie Ludmila Czerninová z Chudenic 1738–1790   | 1. Marie Ludmila Czerninová z Chudenic 1738–1790   |                                                    |                                                    |                                           |                                           |                                           |                                           |                                           |                                           |                                      |                                      |                                             |                                             |                                             |                                             |                                                      |                                                      |                                                      |                                                      |                                                      |                                                      |                                       |                                       |                                                      |                                                      |                                                      |                                                      |                                                      |                                                      |  |  |
|                                         |                                         |                                         |                                         |                                                     |                                                     |                                                     |                                                     |                                                      |                                                      |                                                      |                                                      |                                                            |                                                            |                                                            |                                                            |                                                            |                                                            |                                           |                                           |                                                 |                                                 |                                                 |                                                 |                                                 |                                                 |                                       |                                       |                                                          |                                                          |                                                          |                                                          |                                                          |                                                          |                                                      |                                                      |                                                       |                                                       |                                                       |                                                       |                                                       |                                                       |                                                |                                                |                                                  |                                                  |                                                    |                                                    |                                                    |                                                    |                                                    |                                                    |                                           |                                           |                                           |                                           |                                           |                                           |                                      |                                      |                                             |                                             |                                             |                                             |                                                      |                                                      |                                                      |                                                      |                                                      |                                                      |                                       |                                       |                                                      |                                                      |                                                      |                                                      |                                                      |                                                      |  |  |
|                                         |                                         |                                         |                                         |                                                     |                                                     |                                                     |                                                     |                                                      |                                                      |                                                      |                                                      |                                                            |                                                            |                                                            |                                                            |                                                            |                                                            |                                           |                                           |                                                 |                                                 |                                                 |                                                 |                                                 |                                                 |                                       |                                       |                                                          |                                                          |                                                          |                                                          |                                                          |                                                          |                                                      |                                                      |                                                       |                                                       |                                                       |                                                       |                                                       |                                                       |                                                |                                                |                                                  |                                                  |                                                    |                                                    |                                                    |                                                    |                                                    |                                                    |                                           |                                           |                                           |                                           |                                           |                                           |                                      |                                      |                                             |                                             |                                             |                                             |                                                      |                                                      |                                                      |                                                      |                                                      |                                                      |                                       |                                       |                                                      |                                                      |                                                      |                                                      |                                                      |                                                      |  |  |
| Marie Eleonora z Lobkowicz 1753–1802    | Marie Eleonora z Lobkowicz 1753–1802    | Marie Eleonora z Lobkowicz 1753–1802    | Marie Eleonora z Lobkowicz 1753–1802    | Marie Eleonora z Lobkowicz 1753–1802                | Marie Eleonora z Lobkowicz 1753–1802                |                                                     |                                                     | Marie Josefa z Lobkowicz 1756–1823                   | Marie Josefa z Lobkowicz 1756–1823                   | Marie Josefa z Lobkowicz 1756–1823                   | Marie Josefa z Lobkowicz 1756–1823                   | Marie Josefa z Lobkowicz 1756–1823                         | Marie Josefa z Lobkowicz 1756–1823                         |                                                            |                                                            | Karel z Auerspergu 1750–1822                               | Karel z Auerspergu 1750–1822                               | Karel z Auerspergu 1750–1822              | Karel z Auerspergu 1750–1822              | Karel z Auerspergu 1750–1822                    | Karel z Auerspergu 1750–1822                    |                                                 |                                                 | Marie Josefa z Lobkowicz 1756–1793              | Marie Josefa z Lobkowicz 1756–1793              | Marie Josefa z Lobkowicz 1756–1793    | Marie Josefa z Lobkowicz 1756–1793    | Marie Josefa z Lobkowicz 1756–1793                       | Marie Josefa z Lobkowicz 1756–1793                       |                                                          |                                                          | 3. Marie Terezie z Lobkowicz 1767–1820                   | 3. Marie Terezie z Lobkowicz 1767–1820                   | 3. Marie Terezie z Lobkowicz 1767–1820               | 3. Marie Terezie z Lobkowicz 1767–1820               | 3. Marie Terezie z Lobkowicz 1767–1820                | 3. Marie Terezie z Lobkowicz 1767–1820                |                                                       |                                                       | Marie Eleonora z Lobkowicz 1770–1834                  | Marie Eleonora z Lobkowicz 1770–1834                  | Marie Eleonora z Lobkowicz 1770–1834           | Marie Eleonora z Lobkowicz 1770–1834           | Marie Eleonora z Lobkowicz 1770–1834             | Marie Eleonora z Lobkowicz 1770–1834             |                                                    |                                                    | Maxmilián Josef z Thurn-Taxisu 1769–1831           | Maxmilián Josef z Thurn-Taxisu 1769–1831           | Maxmilián Josef z Thurn-Taxisu 1769–1831           | Maxmilián Josef z Thurn-Taxisu 1769–1831           | Maxmilián Josef z Thurn-Taxisu 1769–1831  | Maxmilián Josef z Thurn-Taxisu 1769–1831  |                                           |                                           | Antonín Isidor z Lobkowicz 1773–1819      | Antonín Isidor z Lobkowicz 1773–1819      | Antonín Isidor z Lobkowicz 1773–1819 | Antonín Isidor z Lobkowicz 1773–1819 | Antonín Isidor z Lobkowicz 1773–1819        | Antonín Isidor z Lobkowicz 1773–1819        |                                             |                                             | 6. Marie Sidonie Kinská z Vchynic a Tetova 1779–1837 | 6. Marie Sidonie Kinská z Vchynic a Tetova 1779–1837 | 6. Marie Sidonie Kinská z Vchynic a Tetova 1779–1837 | 6. Marie Sidonie Kinská z Vchynic a Tetova 1779–1837 | 6. Marie Sidonie Kinská z Vchynic a Tetova 1779–1837 | 6. Marie Sidonie Kinská z Vchynic a Tetova 1779–1837 |                                       |                                       |                                                      |                                                      |                                                      |                                                      |                                                      |                                                      |  |  |
| Marie Eleonora z Lobkowicz 1753–1802    | Marie Eleonora z Lobkowicz 1753–1802    | Marie Eleonora z Lobkowicz 1753–1802    | Marie Eleonora z Lobkowicz 1753–1802    | Marie Eleonora z Lobkowicz 1753–1802                | Marie Eleonora z Lobkowicz 1753–1802                |                                                     |                                                     | Marie Josefa z Lobkowicz 1756–1823                   | Marie Josefa z Lobkowicz 1756–1823                   | Marie Josefa z Lobkowicz 1756–1823                   | Marie Josefa z Lobkowicz 1756–1823                   | Marie Josefa z Lobkowicz 1756–1823                         | Marie Josefa z Lobkowicz 1756–1823                         |                                                            |                                                            | Karel z Auerspergu 1750–1822                               | Karel z Auerspergu 1750–1822                               | Karel z Auerspergu 1750–1822              | Karel z Auerspergu 1750–1822              | Karel z Auerspergu 1750–1822                    | Karel z Auerspergu 1750–1822                    |                                                 |                                                 | Marie Josefa z Lobkowicz 1756–1793              | Marie Josefa z Lobkowicz 1756–1793              | Marie Josefa z Lobkowicz 1756–1793    | Marie Josefa z Lobkowicz 1756–1793    | Marie Josefa z Lobkowicz 1756–1793                       | Marie Josefa z Lobkowicz 1756–1793                       |                                                          |                                                          | 3. Marie Terezie z Lobkowicz 1767–1820                   | 3. Marie Terezie z Lobkowicz 1767–1820                   | 3. Marie Terezie z Lobkowicz 1767–1820               | 3. Marie Terezie z Lobkowicz 1767–1820               | 3. Marie Terezie z Lobkowicz 1767–1820                | 3. Marie Terezie z Lobkowicz 1767–1820                |                                                       |                                                       | Marie Eleonora z Lobkowicz 1770–1834                  | Marie Eleonora z Lobkowicz 1770–1834                  | Marie Eleonora z Lobkowicz 1770–1834           | Marie Eleonora z Lobkowicz 1770–1834           | Marie Eleonora z Lobkowicz 1770–1834             | Marie Eleonora z Lobkowicz 1770–1834             |                                                    |                                                    | Maxmilián Josef z Thurn-Taxisu 1769–1831           | Maxmilián Josef z Thurn-Taxisu 1769–1831           | Maxmilián Josef z Thurn-Taxisu 1769–1831           | Maxmilián Josef z Thurn-Taxisu 1769–1831           | Maxmilián Josef z Thurn-Taxisu 1769–1831  | Maxmilián Josef z Thurn-Taxisu 1769–1831  |                                           |                                           | Antonín Isidor z Lobkowicz 1773–1819      | Antonín Isidor z Lobkowicz 1773–1819      | Antonín Isidor z Lobkowicz 1773–1819 | Antonín Isidor z Lobkowicz 1773–1819 | Antonín Isidor z Lobkowicz 1773–1819        | Antonín Isidor z Lobkowicz 1773–1819        |                                             |                                             | 6. Marie Sidonie Kinská z Vchynic a Tetova 1779–1837 | 6. Marie Sidonie Kinská z Vchynic a Tetova 1779–1837 | 6. Marie Sidonie Kinská z Vchynic a Tetova 1779–1837 | 6. Marie Sidonie Kinská z Vchynic a Tetova 1779–1837 | 6. Marie Sidonie Kinská z Vchynic a Tetova 1779–1837 | 6. Marie Sidonie Kinská z Vchynic a Tetova 1779–1837 |                                       |                                       |                                                      |                                                      |                                                      |                                                      |                                                      |                                                      |  |  |
|                                         |                                         |                                         |                                         |                                                     |                                                     |                                                     |                                                     |                                                      |                                                      |                                                      |                                                      |                                                            |                                                            |                                                            |                                                            |                                                            |                                                            |                                           |                                           |                                                 |                                                 |                                                 |                                                 |                                                 |                                                 |                                       |                                       |                                                          |                                                          |                                                          |                                                          |                                                          |                                                          |                                                      |                                                      |                                                       |                                                       |                                                       |                                                       |                                                       |                                                       |                                                |                                                |                                                  |                                                  |                                                    |                                                    |                                                    |                                                    |                                                    |                                                    |                                           |                                           |                                           |                                           |                                           |                                           |                                      |                                      |                                             |                                             |                                             |                                             |                                                      |                                                      |                                                      |                                                      |                                                      |                                                      |                                       |                                       |                                                      |                                                      |                                                      |                                                      |                                                      |                                                      |  |  |
|                                         |                                         |                                         |                                         |                                                     |                                                     |                                                     |                                                     |                                                      |                                                      |                                                      |                                                      |                                                            |                                                            |                                                            |                                                            |                                                            |                                                            |                                           |                                           |                                                 |                                                 |                                                 |                                                 |                                                 |                                                 |                                       |                                       |                                                          |                                                          |                                                          |                                                          |                                                          |                                                          |                                                      |                                                      |                                                       |                                                       |                                                       |                                                       |                                                       |                                                       |                                                |                                                |                                                  |                                                  |                                                    |                                                    |                                                    |                                                    |                                                    |                                                    |                                           |                                           |                                           |                                           |                                           |                                           |                                      |                                      |                                             |                                             |                                             |                                             |                                                      |                                                      |                                                      |                                                      |                                                      |                                                      |                                       |                                       |                                                      |                                                      |                                                      |                                                      |                                                      |                                                      |  |  |
| 8. August Longin z Lobkowicz 1797–1842  | 8. August Longin z Lobkowicz 1797–1842  | 8. August Longin z Lobkowicz 1797–1842  | 8. August Longin z Lobkowicz 1797–1842  | 8. August Longin z Lobkowicz 1797–1842              | 8. August Longin z Lobkowicz 1797–1842              |                                                     |                                                     | 11. Anna Berta ze Schwarzenbergu 1807–1883           | 11. Anna Berta ze Schwarzenbergu 1807–1883           | 11. Anna Berta ze Schwarzenbergu 1807–1883           | 11. Anna Berta ze Schwarzenbergu 1807–1883           | 11. Anna Berta ze Schwarzenbergu 1807–1883                 | 11. Anna Berta ze Schwarzenbergu 1807–1883                 |                                                            |                                                            | Ludmila z Lobkowicz 1798–1868                              | Ludmila z Lobkowicz 1798–1868                              | Ludmila z Lobkowicz 1798–1868             | Ludmila z Lobkowicz 1798–1868             | Ludmila z Lobkowicz 1798–1868                   | Ludmila z Lobkowicz 1798–1868                   |                                                 |                                                 | Prosper Ludvík z Arenbergu 1785–1861            | Prosper Ludvík z Arenbergu 1785–1861            | Prosper Ludvík z Arenbergu 1785–1861  | Prosper Ludvík z Arenbergu 1785–1861  | Prosper Ludvík z Arenbergu 1785–1861                     | Prosper Ludvík z Arenbergu 1785–1861                     |                                                          |                                                          | 9. František Jiří z Lobkowicz 1800–1858                  | 9. František Jiří z Lobkowicz 1800–1858                  | 9. František Jiří z Lobkowicz 1800–1858              | 9. František Jiří z Lobkowicz 1800–1858              | 9. František Jiří z Lobkowicz 1800–1858               | 9. František Jiří z Lobkowicz 1800–1858               |                                                       |                                                       | Ferdinand z Lobkowicz 1801–1831                       | Ferdinand z Lobkowicz 1801–1831                       | Ferdinand z Lobkowicz 1801–1831                | Ferdinand z Lobkowicz 1801–1831                | Ferdinand z Lobkowicz 1801–1831                  | Ferdinand z Lobkowicz 1801–1831                  |                                                    |                                                    | 4. Marie Anna z Lobkowicz 1802–1830                | 4. Marie Anna z Lobkowicz 1802–1830                | 4. Marie Anna z Lobkowicz 1802–1830                | 4. Marie Anna z Lobkowicz 1802–1830                | 4. Marie Anna z Lobkowicz 1802–1830       | 4. Marie Anna z Lobkowicz 1802–1830       |                                           |                                           | Marie Helena z Lobkowicz 1805–1856        | Marie Helena z Lobkowicz 1805–1856        | Marie Helena z Lobkowicz 1805–1856   | Marie Helena z Lobkowicz 1805–1856   | Marie Helena z Lobkowicz 1805–1856          | Marie Helena z Lobkowicz 1805–1856          |                                             |                                             | 5. Josef Maria August z Lobkowicz 1799–1832          | 5. Josef Maria August z Lobkowicz 1799–1832          | 5. Josef Maria August z Lobkowicz 1799–1832          | 5. Josef Maria August z Lobkowicz 1799–1832          | 5. Josef Maria August z Lobkowicz 1799–1832          | 5. Josef Maria August z Lobkowicz 1799–1832          |                                       |                                       | Marie Františka ze Sternberg-Manderscheidu 1805–1845 | Marie Františka ze Sternberg-Manderscheidu 1805–1845 | Marie Františka ze Sternberg-Manderscheidu 1805–1845 | Marie Františka ze Sternberg-Manderscheidu 1805–1845 | Marie Františka ze Sternberg-Manderscheidu 1805–1845 | Marie Františka ze Sternberg-Manderscheidu 1805–1845 |  |  |
| 8. August Longin z Lobkowicz 1797–1842  | 8. August Longin z Lobkowicz 1797–1842  | 8. August Longin z Lobkowicz 1797–1842  | 8. August Longin z Lobkowicz 1797–1842  | 8. August Longin z Lobkowicz 1797–1842              | 8. August Longin z Lobkowicz 1797–1842              |                                                     |                                                     | 11. Anna Berta ze Schwarzenbergu 1807–1883           | 11. Anna Berta ze Schwarzenbergu 1807–1883           | 11. Anna Berta ze Schwarzenbergu 1807–1883           | 11. Anna Berta ze Schwarzenbergu 1807–1883           | 11. Anna Berta ze Schwarzenbergu 1807–1883                 | 11. Anna Berta ze Schwarzenbergu 1807–1883                 |                                                            |                                                            | Ludmila z Lobkowicz 1798–1868                              | Ludmila z Lobkowicz 1798–1868                              | Ludmila z Lobkowicz 1798–1868             | Ludmila z Lobkowicz 1798–1868             | Ludmila z Lobkowicz 1798–1868                   | Ludmila z Lobkowicz 1798–1868                   |                                                 |                                                 | Prosper Ludvík z Arenbergu 1785–1861            | Prosper Ludvík z Arenbergu 1785–1861            | Prosper Ludvík z Arenbergu 1785–1861  | Prosper Ludvík z Arenbergu 1785–1861  | Prosper Ludvík z Arenbergu 1785–1861                     | Prosper Ludvík z Arenbergu 1785–1861                     |                                                          |                                                          | 9. František Jiří z Lobkowicz 1800–1858                  | 9. František Jiří z Lobkowicz 1800–1858                  | 9. František Jiří z Lobkowicz 1800–1858              | 9. František Jiří z Lobkowicz 1800–1858              | 9. František Jiří z Lobkowicz 1800–1858               | 9. František Jiří z Lobkowicz 1800–1858               |                                                       |                                                       | Ferdinand z Lobkowicz 1801–1831                       | Ferdinand z Lobkowicz 1801–1831                       | Ferdinand z Lobkowicz 1801–1831                | Ferdinand z Lobkowicz 1801–1831                | Ferdinand z Lobkowicz 1801–1831                  | Ferdinand z Lobkowicz 1801–1831                  |                                                    |                                                    | 4. Marie Anna z Lobkowicz 1802–1830                | 4. Marie Anna z Lobkowicz 1802–1830                | 4. Marie Anna z Lobkowicz 1802–1830                | 4. Marie Anna z Lobkowicz 1802–1830                | 4. Marie Anna z Lobkowicz 1802–1830       | 4. Marie Anna z Lobkowicz 1802–1830       |                                           |                                           | Marie Helena z Lobkowicz 1805–1856        | Marie Helena z Lobkowicz 1805–1856        | Marie Helena z Lobkowicz 1805–1856   | Marie Helena z Lobkowicz 1805–1856   | Marie Helena z Lobkowicz 1805–1856          | Marie Helena z Lobkowicz 1805–1856          |                                             |                                             | 5. Josef Maria August z Lobkowicz 1799–1832          | 5. Josef Maria August z Lobkowicz 1799–1832          | 5. Josef Maria August z Lobkowicz 1799–1832          | 5. Josef Maria August z Lobkowicz 1799–1832          | 5. Josef Maria August z Lobkowicz 1799–1832          | 5. Josef Maria August z Lobkowicz 1799–1832          |                                       |                                       | Marie Františka ze Sternberg-Manderscheidu 1805–1845 | Marie Františka ze Sternberg-Manderscheidu 1805–1845 | Marie Františka ze Sternberg-Manderscheidu 1805–1845 | Marie Františka ze Sternberg-Manderscheidu 1805–1845 | Marie Františka ze Sternberg-Manderscheidu 1805–1845 | Marie Františka ze Sternberg-Manderscheidu 1805–1845 |  |  |
|                                         |                                         |                                         |                                         |                                                     |                                                     |                                                     |                                                     |                                                      |                                                      |                                                      |                                                      |                                                            |                                                            |                                                            |                                                            |                                                            |                                                            |                                           |                                           |                                                 |                                                 |                                                 |                                                 |                                                 |                                                 |                                       |                                       |                                                          |                                                          |                                                          |                                                          |                                                          |                                                          |                                                      |                                                      |                                                       |                                                       |                                                       |                                                       |                                                       |                                                       |                                                |                                                |                                                  |                                                  |                                                    |                                                    |                                                    |                                                    |                                                    |                                                    |                                           |                                           |                                           |                                           |                                           |                                           |                                      |                                      |                                             |                                             |                                             |                                             |                                                      |                                                      |                                                      |                                                      |                                                      |                                                      |                                       |                                       |                                                      |                                                      |                                                      |                                                      |                                                      |                                                      |  |  |
|                                         |                                         |                                         |                                         |                                                     |                                                     |                                                     |                                                     |                                                      |                                                      |                                                      |                                                      |                                                            |                                                            |                                                            |                                                            |                                                            |                                                            |                                           |                                           |                                                 |                                                 |                                                 |                                                 |                                                 |                                                 |                                       |                                       |                                                          |                                                          |                                                          |                                                          |                                                          |                                                          |                                                      |                                                      |                                                       |                                                       |                                                       |                                                       |                                                       |                                                       |                                                |                                                |                                                  |                                                  |                                                    |                                                    |                                                    |                                                    |                                                    |                                                    |                                           |                                           |                                           |                                           |                                           |                                           |                                      |                                      |                                             |                                             |                                             |                                             |                                                      |                                                      |                                                      |                                                      |                                                      |                                                      |                                       |                                       |                                                      |                                                      |                                                      |                                                      |                                                      |                                                      |  |  |
| Antonín Isidor z Lobkowicz 1833–1833    | Antonín Isidor z Lobkowicz 1833–1833    | Antonín Isidor z Lobkowicz 1833–1833    | Antonín Isidor z Lobkowicz 1833–1833    | Antonín Isidor z Lobkowicz 1833–1833                | Antonín Isidor z Lobkowicz 1833–1833                |                                                     |                                                     |                                                      |                                                      |                                                      |                                                      | Marie Sidonie z Lobkowicz 1828–1917                        | Marie Sidonie z Lobkowicz 1828–1917                        | Marie Sidonie z Lobkowicz 1828–1917                        | Marie Sidonie z Lobkowicz 1828–1917                        | Marie Sidonie z Lobkowicz 1828–1917                        | Marie Sidonie z Lobkowicz 1828–1917                        |                                           |                                           | Josef z Lobkowicz 1803–1875                     | Josef z Lobkowicz 1803–1875                     | Josef z Lobkowicz 1803–1875                     | Josef z Lobkowicz 1803–1875                     | Josef z Lobkowicz 1803–1875                     | Josef z Lobkowicz 1803–1875                     |                                       |                                       |                                                          |                                                          |                                                          |                                                          | Marie Hedvika z Lobkowicz 1829–1852                      | Marie Hedvika z Lobkowicz 1829–1852                      | Marie Hedvika z Lobkowicz 1829–1852                  | Marie Hedvika z Lobkowicz 1829–1852                  | Marie Hedvika z Lobkowicz 1829–1852                   | Marie Hedvika z Lobkowicz 1829–1852                   |                                                       |                                                       | Alfréd II. z Windisch-Graetze 1819–1876               | Alfréd II. z Windisch-Graetze 1819–1876               | Alfréd II. z Windisch-Graetze 1819–1876        | Alfréd II. z Windisch-Graetze 1819–1876        | Alfréd II. z Windisch-Graetze 1819–1876          | Alfréd II. z Windisch-Graetze 1819–1876          |                                                    |                                                    |                                                    |                                                    |                                                    |                                                    | Marie Anna Polyxena z Lobkowicz 1830–1913 | Marie Anna Polyxena z Lobkowicz 1830–1913 | Marie Anna Polyxena z Lobkowicz 1830–1913 | Marie Anna Polyxena z Lobkowicz 1830–1913 | Marie Anna Polyxena z Lobkowicz 1830–1913 | Marie Anna Polyxena z Lobkowicz 1830–1913 |                                      |                                      | Mořic Mikuláš Esterházy z Galanty 1807–1890 | Mořic Mikuláš Esterházy z Galanty 1807–1890 | Mořic Mikuláš Esterházy z Galanty 1807–1890 | Mořic Mikuláš Esterházy z Galanty 1807–1890 | Mořic Mikuláš Esterházy z Galanty 1807–1890          | Mořic Mikuláš Esterházy z Galanty 1807–1890          |                                                      |                                                      | Marie Františka z Lobkowicz 1830–1913                | Marie Františka z Lobkowicz 1830–1913                | Marie Františka z Lobkowicz 1830–1913 | Marie Františka z Lobkowicz 1830–1913 | Marie Františka z Lobkowicz 1830–1913                | Marie Františka z Lobkowicz 1830–1913                |                                                      |                                                      |                                                      |                                                      |  |  |
| Antonín Isidor z Lobkowicz 1833–1833    | Antonín Isidor z Lobkowicz 1833–1833    | Antonín Isidor z Lobkowicz 1833–1833    | Antonín Isidor z Lobkowicz 1833–1833    | Antonín Isidor z Lobkowicz 1833–1833                | Antonín Isidor z Lobkowicz 1833–1833                |                                                     |                                                     |                                                      |                                                      |                                                      |                                                      | Marie Sidonie z Lobkowicz 1828–1917                        | Marie Sidonie z Lobkowicz 1828–1917                        | Marie Sidonie z Lobkowicz 1828–1917                        | Marie Sidonie z Lobkowicz 1828–1917                        | Marie Sidonie z Lobkowicz 1828–1917                        | Marie Sidonie z Lobkowicz 1828–1917                        |                                           |                                           | Josef z Lobkowicz 1803–1875                     | Josef z Lobkowicz 1803–1875                     | Josef z Lobkowicz 1803–1875                     | Josef z Lobkowicz 1803–1875                     | Josef z Lobkowicz 1803–1875                     | Josef z Lobkowicz 1803–1875                     |                                       |                                       |                                                          |                                                          |                                                          |                                                          | Marie Hedvika z Lobkowicz 1829–1852                      | Marie Hedvika z Lobkowicz 1829–1852                      | Marie Hedvika z Lobkowicz 1829–1852                  | Marie Hedvika z Lobkowicz 1829–1852                  | Marie Hedvika z Lobkowicz 1829–1852                   | Marie Hedvika z Lobkowicz 1829–1852                   |                                                       |                                                       | Alfréd II. z Windisch-Graetze 1819–1876               | Alfréd II. z Windisch-Graetze 1819–1876               | Alfréd II. z Windisch-Graetze 1819–1876        | Alfréd II. z Windisch-Graetze 1819–1876        | Alfréd II. z Windisch-Graetze 1819–1876          | Alfréd II. z Windisch-Graetze 1819–1876          |                                                    |                                                    |                                                    |                                                    |                                                    |                                                    | Marie Anna Polyxena z Lobkowicz 1830–1913 | Marie Anna Polyxena z Lobkowicz 1830–1913 | Marie Anna Polyxena z Lobkowicz 1830–1913 | Marie Anna Polyxena z Lobkowicz 1830–1913 | Marie Anna Polyxena z Lobkowicz 1830–1913 | Marie Anna Polyxena z Lobkowicz 1830–1913 |                                      |                                      | Mořic Mikuláš Esterházy z Galanty 1807–1890 | Mořic Mikuláš Esterházy z Galanty 1807–1890 | Mořic Mikuláš Esterházy z Galanty 1807–1890 | Mořic Mikuláš Esterházy z Galanty 1807–1890 | Mořic Mikuláš Esterházy z Galanty 1807–1890          | Mořic Mikuláš Esterházy z Galanty 1807–1890          |                                                      |                                                      | Marie Františka z Lobkowicz 1830–1913                | Marie Františka z Lobkowicz 1830–1913                | Marie Františka z Lobkowicz 1830–1913 | Marie Františka z Lobkowicz 1830–1913 | Marie Františka z Lobkowicz 1830–1913                | Marie Františka z Lobkowicz 1830–1913                |                                                      |                                                      |                                                      |                                                      |  |  |
|                                         |                                         |                                         |                                         |                                                     |                                                     |                                                     |                                                     |                                                      |                                                      |                                                      |                                                      |                                                            |                                                            |                                                            |                                                            |                                                            |                                                            |                                           |                                           |                                                 |                                                 |                                                 |                                                 |                                                 |                                                 |                                       |                                       |                                                          |                                                          |                                                          |                                                          |                                                          |                                                          |                                                      |                                                      |                                                       |                                                       |                                                       |                                                       |                                                       |                                                       |                                                |                                                |                                                  |                                                  |                                                    |                                                    |                                                    |                                                    |                                                    |                                                    |                                           |                                           |                                           |                                           |                                           |                                           |                                      |                                      |                                             |                                             |                                             |                                             |                                                      |                                                      |                                                      |                                                      |                                                      |                                                      |                                       |                                       |                                                      |                                                      |                                                      |                                                      |                                                      |                                                      |  |  |
|                                         |                                         |                                         |                                         |                                                     |                                                     |                                                     |                                                     |                                                      |                                                      |                                                      |                                                      |                                                            |                                                            |                                                            |                                                            |                                                            |                                                            |                                           |                                           |                                                 |                                                 |                                                 |                                                 |                                                 |                                                 |                                       |                                       |                                                          |                                                          |                                                          |                                                          |                                                          |                                                          |                                                      |                                                      |                                                       |                                                       |                                                       |                                                       |                                                       |                                                       |                                                |                                                |                                                  |                                                  |                                                    |                                                    |                                                    |                                                    |                                                    |                                                    |                                           |                                           |                                           |                                           |                                           |                                           |                                      |                                      |                                             |                                             |                                             |                                             |                                                      |                                                      |                                                      |                                                      |                                                      |                                                      |                                       |                                       |                                                      |                                                      |                                                      |                                                      |                                                      |                                                      |  |  |
|                                         |                                         |                                         |                                         |                                                     |                                                     | 13. Jiří Kristián z Lobkowicz 1835–1908             | 13. Jiří Kristián z Lobkowicz 1835–1908             | 13. Jiří Kristián z Lobkowicz 1835–1908              | 13. Jiří Kristián z Lobkowicz 1835–1908              | 13. Jiří Kristián z Lobkowicz 1835–1908              | 13. Jiří Kristián z Lobkowicz 1835–1908              |                                                            |                                                            | 16. Anna z Liechtensteinu 1846–1924                        | 16. Anna z Liechtensteinu 1846–1924                        | 16. Anna z Liechtensteinu 1846–1924                        | 16. Anna z Liechtensteinu 1846–1924                        | 16. Anna z Liechtensteinu 1846–1924       | 16. Anna z Liechtensteinu 1846–1924       |                                                 |                                                 |                                                 |                                                 |                                                 |                                                 | Marie Rosa z Lobkowicz 1835–1905      | Marie Rosa z Lobkowicz 1835–1905      | Marie Rosa z Lobkowicz 1835–1905                         | Marie Rosa z Lobkowicz 1835–1905                         | Marie Rosa z Lobkowicz 1835–1905                         | Marie Rosa z Lobkowicz 1835–1905                         |                                                          |                                                          | Ervín František z Neippergu 1813–1897                | Ervín František z Neippergu 1813–1897                | Ervín František z Neippergu 1813–1897                 | Ervín František z Neippergu 1813–1897                 | Ervín František z Neippergu 1813–1897                 | Ervín František z Neippergu 1813–1897                 |                                                       |                                                       |                                                |                                                |                                                  |                                                  | 7. Marie Augusta (Augustina) z Lobkowicz 1838–1841 | 7. Marie Augusta (Augustina) z Lobkowicz 1838–1841 | 7. Marie Augusta (Augustina) z Lobkowicz 1838–1841 | 7. Marie Augusta (Augustina) z Lobkowicz 1838–1841 | 7. Marie Augusta (Augustina) z Lobkowicz 1838–1841 | 7. Marie Augusta (Augustina) z Lobkowicz 1838–1841 |                                           |                                           |                                           |                                           |                                           |                                           |                                      |                                      |                                             |                                             |                                             |                                             |                                                      |                                                      |                                                      |                                                      |                                                      |                                                      |                                       |                                       |                                                      |                                                      |                                                      |                                                      |                                                      |                                                      |  |  |
|                                         |                                         |                                         |                                         |                                                     |                                                     | 13. Jiří Kristián z Lobkowicz 1835–1908             | 13. Jiří Kristián z Lobkowicz 1835–1908             | 13. Jiří Kristián z Lobkowicz 1835–1908              | 13. Jiří Kristián z Lobkowicz 1835–1908              | 13. Jiří Kristián z Lobkowicz 1835–1908              | 13. Jiří Kristián z Lobkowicz 1835–1908              |                                                            |                                                            | 16. Anna z Liechtensteinu 1846–1924                        | 16. Anna z Liechtensteinu 1846–1924                        | 16. Anna z Liechtensteinu 1846–1924                        | 16. Anna z Liechtensteinu 1846–1924                        | 16. Anna z Liechtensteinu 1846–1924       | 16. Anna z Liechtensteinu 1846–1924       |                                                 |                                                 |                                                 |                                                 |                                                 |                                                 | Marie Rosa z Lobkowicz 1835–1905      | Marie Rosa z Lobkowicz 1835–1905      | Marie Rosa z Lobkowicz 1835–1905                         | Marie Rosa z Lobkowicz 1835–1905                         | Marie Rosa z Lobkowicz 1835–1905                         | Marie Rosa z Lobkowicz 1835–1905                         |                                                          |                                                          | Ervín František z Neippergu 1813–1897                | Ervín František z Neippergu 1813–1897                | Ervín František z Neippergu 1813–1897                 | Ervín František z Neippergu 1813–1897                 | Ervín František z Neippergu 1813–1897                 | Ervín František z Neippergu 1813–1897                 |                                                       |                                                       |                                                |                                                |                                                  |                                                  | 7. Marie Augusta (Augustina) z Lobkowicz 1838–1841 | 7. Marie Augusta (Augustina) z Lobkowicz 1838–1841 | 7. Marie Augusta (Augustina) z Lobkowicz 1838–1841 | 7. Marie Augusta (Augustina) z Lobkowicz 1838–1841 | 7. Marie Augusta (Augustina) z Lobkowicz 1838–1841 | 7. Marie Augusta (Augustina) z Lobkowicz 1838–1841 |                                           |                                           |                                           |                                           |                                           |                                           |                                      |                                      |                                             |                                             |                                             |                                             |                                                      |                                                      |                                                      |                                                      |                                                      |                                                      |                                       |                                       |                                                      |                                                      |                                                      |                                                      |                                                      |                                                      |  |  |
|                                         |                                         |                                         |                                         |                                                     |                                                     |                                                     |                                                     |                                                      |                                                      |                                                      |                                                      |                                                            |                                                            |                                                            |                                                            |                                                            |                                                            |                                           |                                           |                                                 |                                                 |                                                 |                                                 |                                                 |                                                 |                                       |                                       |                                                          |                                                          |                                                          |                                                          |                                                          |                                                          |                                                      |                                                      |                                                       |                                                       |                                                       |                                                       |                                                       |                                                       |                                                |                                                |                                                  |                                                  |                                                    |                                                    |                                                    |                                                    |                                                    |                                                    |                                           |                                           |                                           |                                           |                                           |                                           |                                      |                                      |                                             |                                             |                                             |                                             |                                                      |                                                      |                                                      |                                                      |                                                      |                                                      |                                       |                                       |                                                      |                                                      |                                                      |                                                      |                                                      |                                                      |  |  |
|                                         |                                         |                                         |                                         |                                                     |                                                     |                                                     |                                                     |                                                      |                                                      |                                                      |                                                      |                                                            |                                                            |                                                            |                                                            |                                                            |                                                            |                                           |                                           |                                                 |                                                 |                                                 |                                                 |                                                 |                                                 |                                       |                                       |                                                          |                                                          |                                                          |                                                          |                                                          |                                                          |                                                      |                                                      |                                                       |                                                       |                                                       |                                                       |                                                       |                                                       |                                                |                                                |                                                  |                                                  |                                                    |                                                    |                                                    |                                                    |                                                    |                                                    |                                           |                                           |                                           |                                           |                                           |                                           |                                      |                                      |                                             |                                             |                                             |                                             |                                                      |                                                      |                                                      |                                                      |                                                      |                                                      |                                       |                                       |                                                      |                                                      |                                                      |                                                      |                                                      |                                                      |  |  |
| Marie Terezie z Lobkowicz 1867–1945     | Marie Terezie z Lobkowicz 1867–1945     | Marie Terezie z Lobkowicz 1867–1945     | Marie Terezie z Lobkowicz 1867–1945     | Marie Terezie z Lobkowicz 1867–1945                 | Marie Terezie z Lobkowicz 1867–1945                 |                                                     |                                                     | Jan Jakub z Eltzu, zv. Faust von Stromberg 1860–1906 | Jan Jakub z Eltzu, zv. Faust von Stromberg 1860–1906 | Jan Jakub z Eltzu, zv. Faust von Stromberg 1860–1906 | Jan Jakub z Eltzu, zv. Faust von Stromberg 1860–1906 | Jan Jakub z Eltzu, zv. Faust von Stromberg 1860–1906       | Jan Jakub z Eltzu, zv. Faust von Stromberg 1860–1906       |                                                            |                                                            | 14. Marie Františka z Lobkowicz 1866–1918                  | 14. Marie Františka z Lobkowicz 1866–1918                  | 14. Marie Františka z Lobkowicz 1866–1918 | 14. Marie Františka z Lobkowicz 1866–1918 | 14. Marie Františka z Lobkowicz 1866–1918       | 14. Marie Františka z Lobkowicz 1866–1918       |                                                 |                                                 | 12. Jiří August z Lobkowicz 1870–1890           | 12. Jiří August z Lobkowicz 1870–1890           | 12. Jiří August z Lobkowicz 1870–1890 | 12. Jiří August z Lobkowicz 1870–1890 | 12. Jiří August z Lobkowicz 1870–1890                    | 12. Jiří August z Lobkowicz 1870–1890                    |                                                          |                                                          | 19. Marie Jindřiška (Henrieta) z Lobkowicz 1872–1939     | 19. Marie Jindřiška (Henrieta) z Lobkowicz 1872–1939     | 19. Marie Jindřiška (Henrieta) z Lobkowicz 1872–1939 | 19. Marie Jindřiška (Henrieta) z Lobkowicz 1872–1939 | 19. Marie Jindřiška (Henrieta) z Lobkowicz 1872–1939  | 19. Marie Jindřiška (Henrieta) z Lobkowicz 1872–1939  |                                                       |                                                       | 10. Alois Jan z Lobkowicz 1875–1877                   | 10. Alois Jan z Lobkowicz 1875–1877                   | 10. Alois Jan z Lobkowicz 1875–1877            | 10. Alois Jan z Lobkowicz 1875–1877            | 10. Alois Jan z Lobkowicz 1875–1877              | 10. Alois Jan z Lobkowicz 1875–1877              |                                                    |                                                    | Maria Therese z Lobkowicz 1876–1958                | Maria Therese z Lobkowicz 1876–1958                | Maria Therese z Lobkowicz 1876–1958                | Maria Therese z Lobkowicz 1876–1958                | Maria Therese z Lobkowicz 1876–1958       | Maria Therese z Lobkowicz 1876–1958       |                                           |                                           | Alfred von Brühl 1862–1922                | Alfred von Brühl 1862–1922                | Alfred von Brühl 1862–1922           | Alfred von Brühl 1862–1922           | Alfred von Brühl 1862–1922                  | Alfred von Brühl 1862–1922                  |                                             |                                             | Anna Berta z Lobkowicz 1866–1917                     | Anna Berta z Lobkowicz 1866–1917                     | Anna Berta z Lobkowicz 1866–1917                     | Anna Berta z Lobkowicz 1866–1917                     | Anna Berta z Lobkowicz 1866–1917                     | Anna Berta z Lobkowicz 1866–1917                     |                                       |                                       | František Esterházy z Galanty 1859–1909              | František Esterházy z Galanty 1859–1909              | František Esterházy z Galanty 1859–1909              | František Esterházy z Galanty 1859–1909              | František Esterházy z Galanty 1859–1909              | František Esterházy z Galanty 1859–1909              |  |  |
| Marie Terezie z Lobkowicz 1867–1945     | Marie Terezie z Lobkowicz 1867–1945     | Marie Terezie z Lobkowicz 1867–1945     | Marie Terezie z Lobkowicz 1867–1945     | Marie Terezie z Lobkowicz 1867–1945                 | Marie Terezie z Lobkowicz 1867–1945                 |                                                     |                                                     | Jan Jakub z Eltzu, zv. Faust von Stromberg 1860–1906 | Jan Jakub z Eltzu, zv. Faust von Stromberg 1860–1906 | Jan Jakub z Eltzu, zv. Faust von Stromberg 1860–1906 | Jan Jakub z Eltzu, zv. Faust von Stromberg 1860–1906 | Jan Jakub z Eltzu, zv. Faust von Stromberg 1860–1906       | Jan Jakub z Eltzu, zv. Faust von Stromberg 1860–1906       |                                                            |                                                            | 14. Marie Františka z Lobkowicz 1866–1918                  | 14. Marie Františka z Lobkowicz 1866–1918                  | 14. Marie Františka z Lobkowicz 1866–1918 | 14. Marie Františka z Lobkowicz 1866–1918 | 14. Marie Františka z Lobkowicz 1866–1918       | 14. Marie Františka z Lobkowicz 1866–1918       |                                                 |                                                 | 12. Jiří August z Lobkowicz 1870–1890           | 12. Jiří August z Lobkowicz 1870–1890           | 12. Jiří August z Lobkowicz 1870–1890 | 12. Jiří August z Lobkowicz 1870–1890 | 12. Jiří August z Lobkowicz 1870–1890                    | 12. Jiří August z Lobkowicz 1870–1890                    |                                                          |                                                          | 19. Marie Jindřiška (Henrieta) z Lobkowicz 1872–1939     | 19. Marie Jindřiška (Henrieta) z Lobkowicz 1872–1939     | 19. Marie Jindřiška (Henrieta) z Lobkowicz 1872–1939 | 19. Marie Jindřiška (Henrieta) z Lobkowicz 1872–1939 | 19. Marie Jindřiška (Henrieta) z Lobkowicz 1872–1939  | 19. Marie Jindřiška (Henrieta) z Lobkowicz 1872–1939  |                                                       |                                                       | 10. Alois Jan z Lobkowicz 1875–1877                   | 10. Alois Jan z Lobkowicz 1875–1877                   | 10. Alois Jan z Lobkowicz 1875–1877            | 10. Alois Jan z Lobkowicz 1875–1877            | 10. Alois Jan z Lobkowicz 1875–1877              | 10. Alois Jan z Lobkowicz 1875–1877              |                                                    |                                                    | Maria Therese z Lobkowicz 1876–1958                | Maria Therese z Lobkowicz 1876–1958                | Maria Therese z Lobkowicz 1876–1958                | Maria Therese z Lobkowicz 1876–1958                | Maria Therese z Lobkowicz 1876–1958       | Maria Therese z Lobkowicz 1876–1958       |                                           |                                           | Alfred von Brühl 1862–1922                | Alfred von Brühl 1862–1922                | Alfred von Brühl 1862–1922           | Alfred von Brühl 1862–1922           | Alfred von Brühl 1862–1922                  | Alfred von Brühl 1862–1922                  |                                             |                                             | Anna Berta z Lobkowicz 1866–1917                     | Anna Berta z Lobkowicz 1866–1917                     | Anna Berta z Lobkowicz 1866–1917                     | Anna Berta z Lobkowicz 1866–1917                     | Anna Berta z Lobkowicz 1866–1917                     | Anna Berta z Lobkowicz 1866–1917                     |                                       |                                       | František Esterházy z Galanty 1859–1909              | František Esterházy z Galanty 1859–1909              | František Esterházy z Galanty 1859–1909              | František Esterházy z Galanty 1859–1909              | František Esterházy z Galanty 1859–1909              | František Esterházy z Galanty 1859–1909              |  |  |
|                                         |                                         |                                         |                                         |                                                     |                                                     |                                                     |                                                     |                                                      |                                                      |                                                      |                                                      |                                                            |                                                            |                                                            |                                                            |                                                            |                                                            |                                           |                                           |                                                 |                                                 |                                                 |                                                 |                                                 |                                                 |                                       |                                       |                                                          |                                                          |                                                          |                                                          |                                                          |                                                          |                                                      |                                                      |                                                       |                                                       |                                                       |                                                       |                                                       |                                                       |                                                |                                                |                                                  |                                                  |                                                    |                                                    |                                                    |                                                    |                                                    |                                                    |                                           |                                           |                                           |                                           |                                           |                                           |                                      |                                      |                                             |                                             |                                             |                                             |                                                      |                                                      |                                                      |                                                      |                                                      |                                                      |                                       |                                       |                                                      |                                                      |                                                      |                                                      |                                                      |                                                      |  |  |
|                                         |                                         |                                         |                                         |                                                     |                                                     |                                                     |                                                     |                                                      |                                                      |                                                      |                                                      |                                                            |                                                            |                                                            |                                                            |                                                            |                                                            |                                           |                                           |                                                 |                                                 |                                                 |                                                 |                                                 |                                                 |                                       |                                       |                                                          |                                                          |                                                          |                                                          |                                                          |                                                          |                                                      |                                                      |                                                       |                                                       |                                                       |                                                       |                                                       |                                                       |                                                |                                                |                                                  |                                                  |                                                    |                                                    |                                                    |                                                    |                                                    |                                                    |                                           |                                           |                                           |                                           |                                           |                                           |                                      |                                      |                                             |                                             |                                             |                                             |                                                      |                                                      |                                                      |                                                      |                                                      |                                                      |                                       |                                       |                                                      |                                                      |                                                      |                                                      |                                                      |                                                      |  |  |
|                                         |                                         |                                         |                                         | Josefa Antonie Kunhuta z Thun-Hohensteinu 1886–1971 | Josefa Antonie Kunhuta z Thun-Hohensteinu 1886–1971 | Josefa Antonie Kunhuta z Thun-Hohensteinu 1886–1971 | Josefa Antonie Kunhuta z Thun-Hohensteinu 1886–1971 | Josefa Antonie Kunhuta z Thun-Hohensteinu 1886–1971  | Josefa Antonie Kunhuta z Thun-Hohensteinu 1886–1971  |                                                      |                                                      | 15. Bedřich z Lobkowicz 1881–1923 (viz také rodokmen níže) | 15. Bedřich z Lobkowicz 1881–1923 (viz také rodokmen níže) | 15. Bedřich z Lobkowicz 1881–1923 (viz také rodokmen níže) | 15. Bedřich z Lobkowicz 1881–1923 (viz také rodokmen níže) | 15. Bedřich z Lobkowicz 1881–1923 (viz také rodokmen níže) | 15. Bedřich z Lobkowicz 1881–1923 (viz také rodokmen níže) |                                           |                                           | Marie Sidonie z Lobkowicz 1869–1941             | Marie Sidonie z Lobkowicz 1869–1941             | Marie Sidonie z Lobkowicz 1869–1941             | Marie Sidonie z Lobkowicz 1869–1941             | Marie Sidonie z Lobkowicz 1869–1941             | Marie Sidonie z Lobkowicz 1869–1941             |                                       |                                       | Maximilian von Waldburg zu Wolfegg und Waldsee 1863–1950 | Maximilian von Waldburg zu Wolfegg und Waldsee 1863–1950 | Maximilian von Waldburg zu Wolfegg und Waldsee 1863–1950 | Maximilian von Waldburg zu Wolfegg und Waldsee 1863–1950 | Maximilian von Waldburg zu Wolfegg und Waldsee 1863–1950 | Maximilian von Waldburg zu Wolfegg und Waldsee 1863–1950 |                                                      |                                                      | Marie Polyxena (Marie Vojslava) z Lobkowicz 1874–1951 | Marie Polyxena (Marie Vojslava) z Lobkowicz 1874–1951 | Marie Polyxena (Marie Vojslava) z Lobkowicz 1874–1951 | Marie Polyxena (Marie Vojslava) z Lobkowicz 1874–1951 | Marie Polyxena (Marie Vojslava) z Lobkowicz 1874–1951 | Marie Polyxena (Marie Vojslava) z Lobkowicz 1874–1951 |                                                |                                                | 20. Jan Adolf z Lobkowicz 1885–1952              | 20. Jan Adolf z Lobkowicz 1885–1952              | 20. Jan Adolf z Lobkowicz 1885–1952                | 20. Jan Adolf z Lobkowicz 1885–1952                | 20. Jan Adolf z Lobkowicz 1885–1952                | 20. Jan Adolf z Lobkowicz 1885–1952                |                                                    |                                                    | Marie Anna Czerninová 1899–1965           | Marie Anna Czerninová 1899–1965           | Marie Anna Czerninová 1899–1965           | Marie Anna Czerninová 1899–1965           | Marie Anna Czerninová 1899–1965           | Marie Anna Czerninová 1899–1965           |                                      |                                      | Rosa Maria z Lobkowicz 1879–1957            | Rosa Maria z Lobkowicz 1879–1957            | Rosa Maria z Lobkowicz 1879–1957            | Rosa Maria z Lobkowicz 1879–1957            | Rosa Maria z Lobkowicz 1879–1957                     | Rosa Maria z Lobkowicz 1879–1957                     |                                                      |                                                      | Maria Josef Nostitz-Rieneck 1878–1946                | Maria Josef Nostitz-Rieneck 1878–1946                | Maria Josef Nostitz-Rieneck 1878–1946 | Maria Josef Nostitz-Rieneck 1878–1946 | Maria Josef Nostitz-Rieneck 1878–1946                | Maria Josef Nostitz-Rieneck 1878–1946                |                                                      |                                                      |                                                      |                                                      |  |  |
|                                         |                                         |                                         |                                         | Josefa Antonie Kunhuta z Thun-Hohensteinu 1886–1971 | Josefa Antonie Kunhuta z Thun-Hohensteinu 1886–1971 | Josefa Antonie Kunhuta z Thun-Hohensteinu 1886–1971 | Josefa Antonie Kunhuta z Thun-Hohensteinu 1886–1971 | Josefa Antonie Kunhuta z Thun-Hohensteinu 1886–1971  | Josefa Antonie Kunhuta z Thun-Hohensteinu 1886–1971  |                                                      |                                                      | 15. Bedřich z Lobkowicz 1881–1923 (viz také rodokmen níže) | 15. Bedřich z Lobkowicz 1881–1923 (viz také rodokmen níže) | 15. Bedřich z Lobkowicz 1881–1923 (viz také rodokmen níže) | 15. Bedřich z Lobkowicz 1881–1923 (viz také rodokmen níže) | 15. Bedřich z Lobkowicz 1881–1923 (viz také rodokmen níže) | 15. Bedřich z Lobkowicz 1881–1923 (viz také rodokmen níže) |                                           |                                           | Marie Sidonie z Lobkowicz 1869–1941             | Marie Sidonie z Lobkowicz 1869–1941             | Marie Sidonie z Lobkowicz 1869–1941             | Marie Sidonie z Lobkowicz 1869–1941             | Marie Sidonie z Lobkowicz 1869–1941             | Marie Sidonie z Lobkowicz 1869–1941             |                                       |                                       | Maximilian von Waldburg zu Wolfegg und Waldsee 1863–1950 | Maximilian von Waldburg zu Wolfegg und Waldsee 1863–1950 | Maximilian von Waldburg zu Wolfegg und Waldsee 1863–1950 | Maximilian von Waldburg zu Wolfegg und Waldsee 1863–1950 | Maximilian von Waldburg zu Wolfegg und Waldsee 1863–1950 | Maximilian von Waldburg zu Wolfegg und Waldsee 1863–1950 |                                                      |                                                      | Marie Polyxena (Marie Vojslava) z Lobkowicz 1874–1951 | Marie Polyxena (Marie Vojslava) z Lobkowicz 1874–1951 | Marie Polyxena (Marie Vojslava) z Lobkowicz 1874–1951 | Marie Polyxena (Marie Vojslava) z Lobkowicz 1874–1951 | Marie Polyxena (Marie Vojslava) z Lobkowicz 1874–1951 | Marie Polyxena (Marie Vojslava) z Lobkowicz 1874–1951 |                                                |                                                | 20. Jan Adolf z Lobkowicz 1885–1952              | 20. Jan Adolf z Lobkowicz 1885–1952              | 20. Jan Adolf z Lobkowicz 1885–1952                | 20. Jan Adolf z Lobkowicz 1885–1952                | 20. Jan Adolf z Lobkowicz 1885–1952                | 20. Jan Adolf z Lobkowicz 1885–1952                |                                                    |                                                    | Marie Anna Czerninová 1899–1965           | Marie Anna Czerninová 1899–1965           | Marie Anna Czerninová 1899–1965           | Marie Anna Czerninová 1899–1965           | Marie Anna Czerninová 1899–1965           | Marie Anna Czerninová 1899–1965           |                                      |                                      | Rosa Maria z Lobkowicz 1879–1957            | Rosa Maria z Lobkowicz 1879–1957            | Rosa Maria z Lobkowicz 1879–1957            | Rosa Maria z Lobkowicz 1879–1957            | Rosa Maria z Lobkowicz 1879–1957                     | Rosa Maria z Lobkowicz 1879–1957                     |                                                      |                                                      | Maria Josef Nostitz-Rieneck 1878–1946                | Maria Josef Nostitz-Rieneck 1878–1946                | Maria Josef Nostitz-Rieneck 1878–1946 | Maria Josef Nostitz-Rieneck 1878–1946 | Maria Josef Nostitz-Rieneck 1878–1946                | Maria Josef Nostitz-Rieneck 1878–1946                |                                                      |                                                      |                                                      |                                                      |  |  |
|                                         |                                         |                                         |                                         |                                                     |                                                     |                                                     |                                                     |                                                      |                                                      |                                                      |                                                      |                                                            |                                                            |                                                            |                                                            |                                                            |                                                            |                                           |                                           |                                                 |                                                 |                                                 |                                                 |                                                 |                                                 |                                       |                                       |                                                          |                                                          |                                                          |                                                          |                                                          |                                                          |                                                      |                                                      |                                                       |                                                       |                                                       |                                                       |                                                       |                                                       |                                                |                                                |                                                  |                                                  |                                                    |                                                    |                                                    |                                                    |                                                    |                                                    |                                           |                                           |                                           |                                           |                                           |                                           |                                      |                                      |                                             |                                             |                                             |                                             |                                                      |                                                      |                                                      |                                                      |                                                      |                                                      |                                       |                                       |                                                      |                                                      |                                                      |                                                      |                                                      |                                                      |  |  |
|                                         |                                         |                                         |                                         |                                                     |                                                     |                                                     |                                                     |                                                      |                                                      |                                                      |                                                      |                                                            |                                                            |                                                            |                                                            |                                                            |                                                            |                                           |                                           |                                                 |                                                 |                                                 |                                                 |                                                 |                                                 |                                       |                                       |                                                          |                                                          |                                                          |                                                          |                                                          |                                                          |                                                      |                                                      |                                                       |                                                       |                                                       |                                                       |                                                       |                                                       |                                                |                                                |                                                  |                                                  |                                                    |                                                    |                                                    |                                                    |                                                    |                                                    |                                           |                                           |                                           |                                           |                                           |                                           |                                      |                                      |                                             |                                             |                                             |                                             |                                                      |                                                      |                                                      |                                                      |                                                      |                                                      |                                       |                                       |                                                      |                                                      |                                                      |                                                      |                                                      |                                                      |  |  |
| 18. Jiří Kristián z Lobkowicz 1907–1932 | 18. Jiří Kristián z Lobkowicz 1907–1932 | 18. Jiří Kristián z Lobkowicz 1907–1932 | 18. Jiří Kristián z Lobkowicz 1907–1932 | 18. Jiří Kristián z Lobkowicz 1907–1932             | 18. Jiří Kristián z Lobkowicz 1907–1932             |                                                     |                                                     | Ludmila, roz. Lobkowiczová 1908–1974                 | Ludmila, roz. Lobkowiczová 1908–1974                 | Ludmila, roz. Lobkowiczová 1908–1974                 | Ludmila, roz. Lobkowiczová 1908–1974                 | Ludmila, roz. Lobkowiczová 1908–1974                       | Ludmila, roz. Lobkowiczová 1908–1974                       |                                                            |                                                            | Alfred von und zu Liechtenstein 1907–1991                  | Alfred von und zu Liechtenstein 1907–1991                  | Alfred von und zu Liechtenstein 1907–1991 | Alfred von und zu Liechtenstein 1907–1991 | Alfred von und zu Liechtenstein 1907–1991       | Alfred von und zu Liechtenstein 1907–1991       |                                                 |                                                 | 21. Otakar Lobkowicz 1922–1995                  | 21. Otakar Lobkowicz 1922–1995                  | 21. Otakar Lobkowicz 1922–1995        | 21. Otakar Lobkowicz 1922–1995        | 21. Otakar Lobkowicz 1922–1995                           | 21. Otakar Lobkowicz 1922–1995                           |                                                          |                                                          | Susanna, roz. Széchenyiová 1932–2025                     | Susanna, roz. Széchenyiová 1932–2025                     | Susanna, roz. Széchenyiová 1932–2025                 | Susanna, roz. Széchenyiová 1932–2025                 | Susanna, roz. Széchenyiová 1932–2025                  | Susanna, roz. Széchenyiová 1932–2025                  |                                                       |                                                       | Nikolaus Lobkowicz 1931–2019                          | Nikolaus Lobkowicz 1931–2019                          | Nikolaus Lobkowicz 1931–2019                   | Nikolaus Lobkowicz 1931–2019                   | Nikolaus Lobkowicz 1931–2019                     | Nikolaus Lobkowicz 1931–2019                     |                                                    |                                                    | Josefina Waldburg zu Zeil 1929–1999                | Josefina Waldburg zu Zeil 1929–1999                | Josefina Waldburg zu Zeil 1929–1999                | Josefina Waldburg zu Zeil 1929–1999                | Josefina Waldburg zu Zeil 1929–1999       | Josefina Waldburg zu Zeil 1929–1999       |                                           |                                           | Anna Maria Lobkowiczová 1923–2004         | Anna Maria Lobkowiczová 1923–2004         | Anna Maria Lobkowiczová 1923–2004    | Anna Maria Lobkowiczová 1923–2004    | Anna Maria Lobkowiczová 1923–2004           | Anna Maria Lobkowiczová 1923–2004           |                                             |                                             |                                                      |                                                      |                                                      |                                                      |                                                      |                                                      |                                       |                                       |                                                      |                                                      |                                                      |                                                      |                                                      |                                                      |  |  |
| 18. Jiří Kristián z Lobkowicz 1907–1932 | 18. Jiří Kristián z Lobkowicz 1907–1932 | 18. Jiří Kristián z Lobkowicz 1907–1932 | 18. Jiří Kristián z Lobkowicz 1907–1932 | 18. Jiří Kristián z Lobkowicz 1907–1932             | 18. Jiří Kristián z Lobkowicz 1907–1932             |                                                     |                                                     | Ludmila, roz. Lobkowiczová 1908–1974                 | Ludmila, roz. Lobkowiczová 1908–1974                 | Ludmila, roz. Lobkowiczová 1908–1974                 | Ludmila, roz. Lobkowiczová 1908–1974                 | Ludmila, roz. Lobkowiczová 1908–1974                       | Ludmila, roz. Lobkowiczová 1908–1974                       |                                                            |                                                            | Alfred von und zu Liechtenstein 1907–1991                  | Alfred von und zu Liechtenstein 1907–1991                  | Alfred von und zu Liechtenstein 1907–1991 | Alfred von und zu Liechtenstein 1907–1991 | Alfred von und zu Liechtenstein 1907–1991       | Alfred von und zu Liechtenstein 1907–1991       |                                                 |                                                 | 21. Otakar Lobkowicz 1922–1995                  | 21. Otakar Lobkowicz 1922–1995                  | 21. Otakar Lobkowicz 1922–1995        | 21. Otakar Lobkowicz 1922–1995        | 21. Otakar Lobkowicz 1922–1995                           | 21. Otakar Lobkowicz 1922–1995                           |                                                          |                                                          | Susanna, roz. Széchenyiová 1932–2025                     | Susanna, roz. Széchenyiová 1932–2025                     | Susanna, roz. Széchenyiová 1932–2025                 | Susanna, roz. Széchenyiová 1932–2025                 | Susanna, roz. Széchenyiová 1932–2025                  | Susanna, roz. Széchenyiová 1932–2025                  |                                                       |                                                       | Nikolaus Lobkowicz 1931–2019                          | Nikolaus Lobkowicz 1931–2019                          | Nikolaus Lobkowicz 1931–2019                   | Nikolaus Lobkowicz 1931–2019                   | Nikolaus Lobkowicz 1931–2019                     | Nikolaus Lobkowicz 1931–2019                     |                                                    |                                                    | Josefina Waldburg zu Zeil 1929–1999                | Josefina Waldburg zu Zeil 1929–1999                | Josefina Waldburg zu Zeil 1929–1999                | Josefina Waldburg zu Zeil 1929–1999                | Josefina Waldburg zu Zeil 1929–1999       | Josefina Waldburg zu Zeil 1929–1999       |                                           |                                           | Anna Maria Lobkowiczová 1923–2004         | Anna Maria Lobkowiczová 1923–2004         | Anna Maria Lobkowiczová 1923–2004    | Anna Maria Lobkowiczová 1923–2004    | Anna Maria Lobkowiczová 1923–2004           | Anna Maria Lobkowiczová 1923–2004           |                                             |                                             |                                                      |                                                      |                                                      |                                                      |                                                      |                                                      |                                       |                                       |                                                      |                                                      |                                                      |                                                      |                                                      |                                                      |  |  |
|                                         |                                         |                                         |                                         |                                                     |                                                     |                                                     |                                                     |                                                      |                                                      |                                                      |                                                      |                                                            |                                                            |                                                            |                                                            |                                                            |                                                            |                                           |                                           |                                                 |                                                 |                                                 |                                                 |                                                 |                                                 |                                       |                                       |                                                          |                                                          |                                                          |                                                          |                                                          |                                                          |                                                      |                                                      |                                                       |                                                       |                                                       |                                                       |                                                       |                                                       |                                                |                                                |                                                  |                                                  |                                                    |                                                    |                                                    |                                                    |                                                    |                                                    |                                           |                                           |                                           |                                           |                                           |                                           |                                      |                                      |                                             |                                             |                                             |                                             |                                                      |                                                      |                                                      |                                                      |                                                      |                                                      |                                       |                                       |                                                      |                                                      |                                                      |                                                      |                                                      |                                                      |  |  |
|                                         |                                         |                                         |                                         |                                                     |                                                     |                                                     |                                                     |                                                      |                                                      |                                                      |                                                      |                                                            |                                                            |                                                            |                                                            |                                                            |                                                            |                                           |                                           |                                                 |                                                 |                                                 |                                                 |                                                 |                                                 |                                       |                                       |                                                          |                                                          |                                                          |                                                          |                                                          |                                                          |                                                      |                                                      |                                                       |                                                       |                                                       |                                                       |                                                       |                                                       |                                                |                                                |                                                  |                                                  |                                                    |                                                    |                                                    |                                                    |                                                    |                                                    |                                           |                                           |                                           |                                           |                                           |                                           |                                      |                                      |                                             |                                             |                                             |                                             |                                                      |                                                      |                                                      |                                                      |                                                      |                                                      |                                       |                                       |                                                      |                                                      |                                                      |                                                      |                                                      |                                                      |  |  |
| Anton Lobkowicz * 1956                  | Anton Lobkowicz * 1956                  | Anton Lobkowicz * 1956                  | Anton Lobkowicz * 1956                  | Anton Lobkowicz * 1956                              | Anton Lobkowicz * 1956                              |                                                     |                                                     | I. Bettina, roz. Egliová * 1958                      | I. Bettina, roz. Egliová * 1958                      | I. Bettina, roz. Egliová * 1958                      | I. Bettina, roz. Egliová * 1958                      | I. Bettina, roz. Egliová * 1958                            | I. Bettina, roz. Egliová * 1958                            |                                                            |                                                            | Georg (Jiří) Lobkowicz * 1956                              | Georg (Jiří) Lobkowicz * 1956                              | Georg (Jiří) Lobkowicz * 1956             | Georg (Jiří) Lobkowicz * 1956             | Georg (Jiří) Lobkowicz * 1956                   | Georg (Jiří) Lobkowicz * 1956                   |                                                 |                                                 | II. Zdenka Belas * 1978                         | II. Zdenka Belas * 1978                         | II. Zdenka Belas * 1978               | II. Zdenka Belas * 1978               | II. Zdenka Belas * 1978                                  | II. Zdenka Belas * 1978                                  |                                                          |                                                          | Elisabeth (Alžběta) Lobkowiczová 1959–1980               | Elisabeth (Alžběta) Lobkowiczová 1959–1980               | Elisabeth (Alžběta) Lobkowiczová 1959–1980           | Elisabeth (Alžběta) Lobkowiczová 1959–1980           | Elisabeth (Alžběta) Lobkowiczová 1959–1980            | Elisabeth (Alžběta) Lobkowiczová 1959–1980            |                                                       |                                                       | Johannes Lobkowicz * 1954                             | Johannes Lobkowicz * 1954                             | Johannes Lobkowicz * 1954                      | Johannes Lobkowicz * 1954                      | Johannes Lobkowicz * 1954                        | Johannes Lobkowicz * 1954                        |                                                    |                                                    | Johanna, roz. zu Castell-Castell * 1952            | Johanna, roz. zu Castell-Castell * 1952            | Johanna, roz. zu Castell-Castell * 1952            | Johanna, roz. zu Castell-Castell * 1952            | Johanna, roz. zu Castell-Castell * 1952   | Johanna, roz. zu Castell-Castell * 1952   |                                           |                                           | Erich Lobkowicz * 1955                    | Erich Lobkowicz * 1955                    | Erich Lobkowicz * 1955               | Erich Lobkowicz * 1955               | Erich Lobkowicz * 1955                      | Erich Lobkowicz * 1955                      |                                             |                                             | Christina von Hohenthal und Bergen * 1961            | Christina von Hohenthal und Bergen * 1961            | Christina von Hohenthal und Bergen * 1961            | Christina von Hohenthal und Bergen * 1961            | Christina von Hohenthal und Bergen * 1961            | Christina von Hohenthal und Bergen * 1961            |                                       |                                       |                                                      |                                                      |                                                      |                                                      |                                                      |                                                      |  |  |
| Anton Lobkowicz * 1956                  | Anton Lobkowicz * 1956                  | Anton Lobkowicz * 1956                  | Anton Lobkowicz * 1956                  | Anton Lobkowicz * 1956                              | Anton Lobkowicz * 1956                              |                                                     |                                                     | I. Bettina, roz. Egliová * 1958                      | I. Bettina, roz. Egliová * 1958                      | I. Bettina, roz. Egliová * 1958                      | I. Bettina, roz. Egliová * 1958                      | I. Bettina, roz. Egliová * 1958                            | I. Bettina, roz. Egliová * 1958                            |                                                            |                                                            | Georg (Jiří) Lobkowicz * 1956                              | Georg (Jiří) Lobkowicz * 1956                              | Georg (Jiří) Lobkowicz * 1956             | Georg (Jiří) Lobkowicz * 1956             | Georg (Jiří) Lobkowicz * 1956                   | Georg (Jiří) Lobkowicz * 1956                   |                                                 |                                                 | II. Zdenka Belas * 1978                         | II. Zdenka Belas * 1978                         | II. Zdenka Belas * 1978               | II. Zdenka Belas * 1978               | II. Zdenka Belas * 1978                                  | II. Zdenka Belas * 1978                                  |                                                          |                                                          | Elisabeth (Alžběta) Lobkowiczová 1959–1980               | Elisabeth (Alžběta) Lobkowiczová 1959–1980               | Elisabeth (Alžběta) Lobkowiczová 1959–1980           | Elisabeth (Alžběta) Lobkowiczová 1959–1980           | Elisabeth (Alžběta) Lobkowiczová 1959–1980            | Elisabeth (Alžběta) Lobkowiczová 1959–1980            |                                                       |                                                       | Johannes Lobkowicz * 1954                             | Johannes Lobkowicz * 1954                             | Johannes Lobkowicz * 1954                      | Johannes Lobkowicz * 1954                      | Johannes Lobkowicz * 1954                        | Johannes Lobkowicz * 1954                        |                                                    |                                                    | Johanna, roz. zu Castell-Castell * 1952            | Johanna, roz. zu Castell-Castell * 1952            | Johanna, roz. zu Castell-Castell * 1952            | Johanna, roz. zu Castell-Castell * 1952            | Johanna, roz. zu Castell-Castell * 1952   | Johanna, roz. zu Castell-Castell * 1952   |                                           |                                           | Erich Lobkowicz * 1955                    | Erich Lobkowicz * 1955                    | Erich Lobkowicz * 1955               | Erich Lobkowicz * 1955               | Erich Lobkowicz * 1955                      | Erich Lobkowicz * 1955                      |                                             |                                             | Christina von Hohenthal und Bergen * 1961            | Christina von Hohenthal und Bergen * 1961            | Christina von Hohenthal und Bergen * 1961            | Christina von Hohenthal und Bergen * 1961            | Christina von Hohenthal und Bergen * 1961            | Christina von Hohenthal und Bergen * 1961            |                                       |                                       |                                                      |                                                      |                                                      |                                                      |                                                      |                                                      |  |  |
|                                         |                                         |                                         |                                         |                                                     |                                                     |                                                     |                                                     |                                                      |                                                      |                                                      |                                                      |                                                            |                                                            |                                                            |                                                            |                                                            |                                                            |                                           |                                           |                                                 |                                                 |                                                 |                                                 |                                                 |                                                 |                                       |                                       |                                                          |                                                          |                                                          |                                                          |                                                          |                                                          |                                                      |                                                      |                                                       |                                                       |                                                       |                                                       |                                                       |                                                       |                                                |                                                |                                                  |                                                  |                                                    |                                                    |                                                    |                                                    |                                                    |                                                    |                                           |                                           |                                           |                                           |                                           |                                           |                                      |                                      |                                             |                                             |                                             |                                             |                                                      |                                                      |                                                      |                                                      |                                                      |                                                      |                                       |                                       |                                                      |                                                      |                                                      |                                                      |                                                      |                                                      |  |  |
|                                         |                                         |                                         |                                         |                                                     |                                                     |                                                     |                                                     |                                                      |                                                      |                                                      |                                                      |                                                            |                                                            |                                                            |                                                            |                                                            |                                                            |                                           |                                           |                                                 |                                                 |                                                 |                                                 |                                                 |                                                 |                                       |                                       |                                                          |                                                          |                                                          |                                                          |                                                          |                                                          |                                                      |                                                      |                                                       |                                                       |                                                       |                                                       |                                                       |                                                       |                                                |                                                |                                                  |                                                  |                                                    |                                                    |                                                    |                                                    |                                                    |                                                    |                                           |                                           |                                           |                                           |                                           |                                           |                                      |                                      |                                             |                                             |                                             |                                             |                                                      |                                                      |                                                      |                                                      |                                                      |                                                      |                                       |                                       |                                                      |                                                      |                                                      |                                                      |                                                      |                                                      |  |  |
|                                         |                                         |                                         |                                         |                                                     |                                                     |                                                     |                                                     |                                                      |                                                      |                                                      |                                                      |                                                            |                                                            | Robert Christian Lobkowicz * 2011                          | Robert Christian Lobkowicz * 2011                          | Robert Christian Lobkowicz * 2011                          | Robert Christian Lobkowicz * 2011                          | Robert Christian Lobkowicz * 2011         | Robert Christian Lobkowicz * 2011         |                                                 |                                                 |                                                 |                                                 | Jacob Alexander Lobkowicz * 2014                | Jacob Alexander Lobkowicz * 2014                | Jacob Alexander Lobkowicz * 2014      | Jacob Alexander Lobkowicz * 2014      | Jacob Alexander Lobkowicz * 2014                         | Jacob Alexander Lobkowicz * 2014                         |                                                          |                                                          |                                                          |                                                          |                                                      |                                                      | Nikolaus Lobkowicz * 1978                             | Nikolaus Lobkowicz * 1978                             | Nikolaus Lobkowicz * 1978                             | Nikolaus Lobkowicz * 1978                             | Nikolaus Lobkowicz * 1978                             | Nikolaus Lobkowicz * 1978                             |                                                |                                                | Theresa, roz. Achamer * 1984                     | Theresa, roz. Achamer * 1984                     | Theresa, roz. Achamer * 1984                       | Theresa, roz. Achamer * 1984                       | Theresa, roz. Achamer * 1984                       | Theresa, roz. Achamer * 1984                       |                                                    |                                                    | Maximilan Lobkowicz * 1982                | Maximilan Lobkowicz * 1982                | Maximilan Lobkowicz * 1982                | Maximilan Lobkowicz * 1982                | Maximilan Lobkowicz * 1982                | Maximilan Lobkowicz * 1982                |                                      |                                      | Alina, roz. Hennings * 1984                 | Alina, roz. Hennings * 1984                 | Alina, roz. Hennings * 1984                 | Alina, roz. Hennings * 1984                 | Alina, roz. Hennings * 1984                          | Alina, roz. Hennings * 1984                          |                                                      |                                                      |                                                      |                                                      |                                       |                                       |                                                      |                                                      |                                                      |                                                      |                                                      |                                                      |  |  |
|                                         |                                         |                                         |                                         |                                                     |                                                     |                                                     |                                                     |                                                      |                                                      |                                                      |                                                      |                                                            |                                                            | Robert Christian Lobkowicz * 2011                          | Robert Christian Lobkowicz * 2011                          | Robert Christian Lobkowicz * 2011                          | Robert Christian Lobkowicz * 2011                          | Robert Christian Lobkowicz * 2011         | Robert Christian Lobkowicz * 2011         |                                                 |                                                 |                                                 |                                                 | Jacob Alexander Lobkowicz * 2014                | Jacob Alexander Lobkowicz * 2014                | Jacob Alexander Lobkowicz * 2014      | Jacob Alexander Lobkowicz * 2014      | Jacob Alexander Lobkowicz * 2014                         | Jacob Alexander Lobkowicz * 2014                         |                                                          |                                                          |                                                          |                                                          |                                                      |                                                      | Nikolaus Lobkowicz * 1978                             | Nikolaus Lobkowicz * 1978                             | Nikolaus Lobkowicz * 1978                             | Nikolaus Lobkowicz * 1978                             | Nikolaus Lobkowicz * 1978                             | Nikolaus Lobkowicz * 1978                             |                                                |                                                | Theresa, roz. Achamer * 1984                     | Theresa, roz. Achamer * 1984                     | Theresa, roz. Achamer * 1984                       | Theresa, roz. Achamer * 1984                       | Theresa, roz. Achamer * 1984                       | Theresa, roz. Achamer * 1984                       |                                                    |                                                    | Maximilan Lobkowicz * 1982                | Maximilan Lobkowicz * 1982                | Maximilan Lobkowicz * 1982                | Maximilan Lobkowicz * 1982                | Maximilan Lobkowicz * 1982                | Maximilan Lobkowicz * 1982                |                                      |                                      | Alina, roz. Hennings * 1984                 | Alina, roz. Hennings * 1984                 | Alina, roz. Hennings * 1984                 | Alina, roz. Hennings * 1984                 | Alina, roz. Hennings * 1984                          | Alina, roz. Hennings * 1984                          |                                                      |                                                      |                                                      |                                                      |                                       |                                       |                                                      |                                                      |                                                      |                                                      |                                                      |                                                      |  |  |

#### Thun-Hohensteinové
|                                                   |                                                   |                                                   |                                                   |                                                   |                                                   |  |  | I. Josefína Mladotová ze Solopisk 1804–1827       | I. Josefína Mladotová ze Solopisk 1804–1827       | I. Josefína Mladotová ze Solopisk 1804–1827       | I. Josefína Mladotová ze Solopisk 1804–1827       | I. Josefína Mladotová ze Solopisk 1804–1827       | I. Josefína Mladotová ze Solopisk 1804–1827       |  |  | Leopold Leonhard z Thun-Hohensteinu 1797–1877  | Leopold Leonhard z Thun-Hohensteinu 1797–1877  | Leopold Leonhard z Thun-Hohensteinu 1797–1877  | Leopold Leonhard z Thun-Hohensteinu 1797–1877  | Leopold Leonhard z Thun-Hohensteinu 1797–1877  | Leopold Leonhard z Thun-Hohensteinu 1797–1877  |  |  | II. Alžběta Mladotová ze Solopisk 1805–1876           | II. Alžběta Mladotová ze Solopisk 1805–1876           | II. Alžběta Mladotová ze Solopisk 1805–1876           | II. Alžběta Mladotová ze Solopisk 1805–1876           | II. Alžběta Mladotová ze Solopisk 1805–1876           | II. Alžběta Mladotová ze Solopisk 1805–1876           |  |  |                                             |                                             |                                             |                                             |                                             |                                             |  |  |                                            |                                            |                                            |                                            |                                            |                                            |  |  |                                               |                                               |                                               |                                               |                                               |                                               |  |  |                                              |                                              |                                              |                                              |                                              |                                              |  |  |                                                |                                                |                                                |                                                |                                                |                                                |  |  |                                      |                                      |                                      |                                      |                                      |                                      |  |  |
|                                                   |                                                   |                                                   |                                                   |                                                   |                                                   |  |  | I. Josefína Mladotová ze Solopisk 1804–1827       | I. Josefína Mladotová ze Solopisk 1804–1827       | I. Josefína Mladotová ze Solopisk 1804–1827       | I. Josefína Mladotová ze Solopisk 1804–1827       | I. Josefína Mladotová ze Solopisk 1804–1827       | I. Josefína Mladotová ze Solopisk 1804–1827       |  |  | Leopold Leonhard z Thun-Hohensteinu 1797–1877  | Leopold Leonhard z Thun-Hohensteinu 1797–1877  | Leopold Leonhard z Thun-Hohensteinu 1797–1877  | Leopold Leonhard z Thun-Hohensteinu 1797–1877  | Leopold Leonhard z Thun-Hohensteinu 1797–1877  | Leopold Leonhard z Thun-Hohensteinu 1797–1877  |  |  | II. Alžběta Mladotová ze Solopisk 1805–1876           | II. Alžběta Mladotová ze Solopisk 1805–1876           | II. Alžběta Mladotová ze Solopisk 1805–1876           | II. Alžběta Mladotová ze Solopisk 1805–1876           | II. Alžběta Mladotová ze Solopisk 1805–1876           | II. Alžběta Mladotová ze Solopisk 1805–1876           |  |  |                                             |                                             |                                             |                                             |                                             |                                             |  |  |                                            |                                            |                                            |                                            |                                            |                                            |  |  |                                               |                                               |                                               |                                               |                                               |                                               |  |  |                                              |                                              |                                              |                                              |                                              |                                              |  |  |                                                |                                                |                                                |                                                |                                                |                                                |  |  |                                      |                                      |                                      |                                      |                                      |                                      |  |  |
|                                                   |                                                   |                                                   |                                                   |                                                   |                                                   |  |  |                                                   |                                                   |                                                   |                                                   |                                                   |                                                   |  |  |                                                |                                                |                                                |                                                |                                                |                                                |  |  |                                                       |                                                       |                                                       |                                                       |                                                       |                                                       |  |  |                                             |                                             |                                             |                                             |                                             |                                             |  |  |                                            |                                            |                                            |                                            |                                            |                                            |  |  |                                               |                                               |                                               |                                               |                                               |                                               |  |  |                                              |                                              |                                              |                                              |                                              |                                              |  |  |                                                |                                                |                                                |                                                |                                                |                                                |  |  |                                      |                                      |                                      |                                      |                                      |                                      |  |  |
|                                                   |                                                   |                                                   |                                                   |                                                   |                                                   |  |  |                                                   |                                                   |                                                   |                                                   |                                                   |                                                   |  |  |                                                |                                                |                                                |                                                |                                                |                                                |  |  |                                                       |                                                       |                                                       |                                                       |                                                       |                                                       |  |  |                                             |                                             |                                             |                                             |                                             |                                             |  |  |                                            |                                            |                                            |                                            |                                            |                                            |  |  |                                               |                                               |                                               |                                               |                                               |                                               |  |  |                                              |                                              |                                              |                                              |                                              |                                              |  |  |                                                |                                                |                                                |                                                |                                                |                                                |  |  |                                      |                                      |                                      |                                      |                                      |                                      |  |  |
| Antonín Vincenc z Thun-Hohensteinu 1834–1888      | Antonín Vincenc z Thun-Hohensteinu 1834–1888      | Antonín Vincenc z Thun-Hohensteinu 1834–1888      | Antonín Vincenc z Thun-Hohensteinu 1834–1888      | Antonín Vincenc z Thun-Hohensteinu 1834–1888      | Antonín Vincenc z Thun-Hohensteinu 1834–1888      |  |  | Silvie z Leonu 1847–1918                          | Silvie z Leonu 1847–1918                          | Silvie z Leonu 1847–1918                          | Silvie z Leonu 1847–1918                          | Silvie z Leonu 1847–1918                          | Silvie z Leonu 1847–1918                          |  |  | Ladislav Rudolf z Thun-Hohensteinu 1835–1887   | Ladislav Rudolf z Thun-Hohensteinu 1835–1887   | Ladislav Rudolf z Thun-Hohensteinu 1835–1887   | Ladislav Rudolf z Thun-Hohensteinu 1835–1887   | Ladislav Rudolf z Thun-Hohensteinu 1835–1887   | Ladislav Rudolf z Thun-Hohensteinu 1835–1887   |  |  | Marie Gabriela z Trauttmansdorff-Weinsbergu 1840–1923 | Marie Gabriela z Trauttmansdorff-Weinsbergu 1840–1923 | Marie Gabriela z Trauttmansdorff-Weinsbergu 1840–1923 | Marie Gabriela z Trauttmansdorff-Weinsbergu 1840–1923 | Marie Gabriela z Trauttmansdorff-Weinsbergu 1840–1923 | Marie Gabriela z Trauttmansdorff-Weinsbergu 1840–1923 |  |  | Terezie z Thun-Hohensteinu 1837–1908        | Terezie z Thun-Hohensteinu 1837–1908        | Terezie z Thun-Hohensteinu 1837–1908        | Terezie z Thun-Hohensteinu 1837–1908        | Terezie z Thun-Hohensteinu 1837–1908        | Terezie z Thun-Hohensteinu 1837–1908        |  |  | Bedřich Maria z Nostitz-Rienecku 1835–1866 | Bedřich Maria z Nostitz-Rienecku 1835–1866 | Bedřich Maria z Nostitz-Rienecku 1835–1866 | Bedřich Maria z Nostitz-Rienecku 1835–1866 | Bedřich Maria z Nostitz-Rienecku 1835–1866 | Bedřich Maria z Nostitz-Rienecku 1835–1866 |  |  | Leopold Bohumil z Thun-Hohensteinu 1842–1898  | Leopold Bohumil z Thun-Hohensteinu 1842–1898  | Leopold Bohumil z Thun-Hohensteinu 1842–1898  | Leopold Bohumil z Thun-Hohensteinu 1842–1898  | Leopold Bohumil z Thun-Hohensteinu 1842–1898  | Leopold Bohumil z Thun-Hohensteinu 1842–1898  |  |  | Christiana z Waldstein-Wartenbergu 1854–1937 | Christiana z Waldstein-Wartenbergu 1854–1937 | Christiana z Waldstein-Wartenbergu 1854–1937 | Christiana z Waldstein-Wartenbergu 1854–1937 | Christiana z Waldstein-Wartenbergu 1854–1937 | Christiana z Waldstein-Wartenbergu 1854–1937 |  |  | Alžběta Felicitas z Thun-Hohensteinu 1831–1910 | Alžběta Felicitas z Thun-Hohensteinu 1831–1910 | Alžběta Felicitas z Thun-Hohensteinu 1831–1910 | Alžběta Felicitas z Thun-Hohensteinu 1831–1910 | Alžběta Felicitas z Thun-Hohensteinu 1831–1910 | Alžběta Felicitas z Thun-Hohensteinu 1831–1910 |  |  | Albrecht Vincenc z Kaunitz 1829–1897 | Albrecht Vincenc z Kaunitz 1829–1897 | Albrecht Vincenc z Kaunitz 1829–1897 | Albrecht Vincenc z Kaunitz 1829–1897 | Albrecht Vincenc z Kaunitz 1829–1897 | Albrecht Vincenc z Kaunitz 1829–1897 |  |  |
| Antonín Vincenc z Thun-Hohensteinu 1834–1888      | Antonín Vincenc z Thun-Hohensteinu 1834–1888      | Antonín Vincenc z Thun-Hohensteinu 1834–1888      | Antonín Vincenc z Thun-Hohensteinu 1834–1888      | Antonín Vincenc z Thun-Hohensteinu 1834–1888      | Antonín Vincenc z Thun-Hohensteinu 1834–1888      |  |  | Silvie z Leonu 1847–1918                          | Silvie z Leonu 1847–1918                          | Silvie z Leonu 1847–1918                          | Silvie z Leonu 1847–1918                          | Silvie z Leonu 1847–1918                          | Silvie z Leonu 1847–1918                          |  |  | Ladislav Rudolf z Thun-Hohensteinu 1835–1887   | Ladislav Rudolf z Thun-Hohensteinu 1835–1887   | Ladislav Rudolf z Thun-Hohensteinu 1835–1887   | Ladislav Rudolf z Thun-Hohensteinu 1835–1887   | Ladislav Rudolf z Thun-Hohensteinu 1835–1887   | Ladislav Rudolf z Thun-Hohensteinu 1835–1887   |  |  | Marie Gabriela z Trauttmansdorff-Weinsbergu 1840–1923 | Marie Gabriela z Trauttmansdorff-Weinsbergu 1840–1923 | Marie Gabriela z Trauttmansdorff-Weinsbergu 1840–1923 | Marie Gabriela z Trauttmansdorff-Weinsbergu 1840–1923 | Marie Gabriela z Trauttmansdorff-Weinsbergu 1840–1923 | Marie Gabriela z Trauttmansdorff-Weinsbergu 1840–1923 |  |  | Terezie z Thun-Hohensteinu 1837–1908        | Terezie z Thun-Hohensteinu 1837–1908        | Terezie z Thun-Hohensteinu 1837–1908        | Terezie z Thun-Hohensteinu 1837–1908        | Terezie z Thun-Hohensteinu 1837–1908        | Terezie z Thun-Hohensteinu 1837–1908        |  |  | Bedřich Maria z Nostitz-Rienecku 1835–1866 | Bedřich Maria z Nostitz-Rienecku 1835–1866 | Bedřich Maria z Nostitz-Rienecku 1835–1866 | Bedřich Maria z Nostitz-Rienecku 1835–1866 | Bedřich Maria z Nostitz-Rienecku 1835–1866 | Bedřich Maria z Nostitz-Rienecku 1835–1866 |  |  | Leopold Bohumil z Thun-Hohensteinu 1842–1898  | Leopold Bohumil z Thun-Hohensteinu 1842–1898  | Leopold Bohumil z Thun-Hohensteinu 1842–1898  | Leopold Bohumil z Thun-Hohensteinu 1842–1898  | Leopold Bohumil z Thun-Hohensteinu 1842–1898  | Leopold Bohumil z Thun-Hohensteinu 1842–1898  |  |  | Christiana z Waldstein-Wartenbergu 1854–1937 | Christiana z Waldstein-Wartenbergu 1854–1937 | Christiana z Waldstein-Wartenbergu 1854–1937 | Christiana z Waldstein-Wartenbergu 1854–1937 | Christiana z Waldstein-Wartenbergu 1854–1937 | Christiana z Waldstein-Wartenbergu 1854–1937 |  |  | Alžběta Felicitas z Thun-Hohensteinu 1831–1910 | Alžběta Felicitas z Thun-Hohensteinu 1831–1910 | Alžběta Felicitas z Thun-Hohensteinu 1831–1910 | Alžběta Felicitas z Thun-Hohensteinu 1831–1910 | Alžběta Felicitas z Thun-Hohensteinu 1831–1910 | Alžběta Felicitas z Thun-Hohensteinu 1831–1910 |  |  | Albrecht Vincenc z Kaunitz 1829–1897 | Albrecht Vincenc z Kaunitz 1829–1897 | Albrecht Vincenc z Kaunitz 1829–1897 | Albrecht Vincenc z Kaunitz 1829–1897 | Albrecht Vincenc z Kaunitz 1829–1897 | Albrecht Vincenc z Kaunitz 1829–1897 |  |  |
|                                                   |                                                   |                                                   |                                                   |                                                   |                                                   |  |  |                                                   |                                                   |                                                   |                                                   |                                                   |                                                   |  |  |                                                |                                                |                                                |                                                |                                                |                                                |  |  |                                                       |                                                       |                                                       |                                                       |                                                       |                                                       |  |  |                                             |                                             |                                             |                                             |                                             |                                             |  |  |                                            |                                            |                                            |                                            |                                            |                                            |  |  |                                               |                                               |                                               |                                               |                                               |                                               |  |  |                                              |                                              |                                              |                                              |                                              |                                              |  |  |                                                |                                                |                                                |                                                |                                                |                                                |  |  |                                      |                                      |                                      |                                      |                                      |                                      |  |  |
|                                                   |                                                   |                                                   |                                                   |                                                   |                                                   |  |  |                                                   |                                                   |                                                   |                                                   |                                                   |                                                   |  |  |                                                |                                                |                                                |                                                |                                                |                                                |  |  |                                                       |                                                       |                                                       |                                                       |                                                       |                                                       |  |  |                                             |                                             |                                             |                                             |                                             |                                             |  |  |                                            |                                            |                                            |                                            |                                            |                                            |  |  |                                               |                                               |                                               |                                               |                                               |                                               |  |  |                                              |                                              |                                              |                                              |                                              |                                              |  |  |                                                |                                                |                                                |                                                |                                                |                                                |  |  |                                      |                                      |                                      |                                      |                                      |                                      |  |  |
| 17. Elisabeth Sylvia Thun-Hohensteinová 1871–1931 | 17. Elisabeth Sylvia Thun-Hohensteinová 1871–1931 | 17. Elisabeth Sylvia Thun-Hohensteinová 1871–1931 | 17. Elisabeth Sylvia Thun-Hohensteinová 1871–1931 | 17. Elisabeth Sylvia Thun-Hohensteinová 1871–1931 | 17. Elisabeth Sylvia Thun-Hohensteinová 1871–1931 |  |  | Antonia Sylvia, roz. Thun-Hohensteinová 1875–1927 | Antonia Sylvia, roz. Thun-Hohensteinová 1875–1927 | Antonia Sylvia, roz. Thun-Hohensteinová 1875–1927 | Antonia Sylvia, roz. Thun-Hohensteinová 1875–1927 | Antonia Sylvia, roz. Thun-Hohensteinová 1875–1927 | Antonia Sylvia, roz. Thun-Hohensteinová 1875–1927 |  |  | Friedrich Karl Riedl von Riedenstein 1874–1946 | Friedrich Karl Riedl von Riedenstein 1874–1946 | Friedrich Karl Riedl von Riedenstein 1874–1946 | Friedrich Karl Riedl von Riedenstein 1874–1946 | Friedrich Karl Riedl von Riedenstein 1874–1946 | Friedrich Karl Riedl von Riedenstein 1874–1946 |  |  | Maria Ludovika Thun-Hohensteinová 1880– po 1967       | Maria Ludovika Thun-Hohensteinová 1880– po 1967       | Maria Ludovika Thun-Hohensteinová 1880– po 1967       | Maria Ludovika Thun-Hohensteinová 1880– po 1967       | Maria Ludovika Thun-Hohensteinová 1880– po 1967       | Maria Ludovika Thun-Hohensteinová 1880– po 1967       |  |  | Josefina, roz. Thun-Hohensteinová 1886–1971 | Josefina, roz. Thun-Hohensteinová 1886–1971 | Josefina, roz. Thun-Hohensteinová 1886–1971 | Josefina, roz. Thun-Hohensteinová 1886–1971 | Josefina, roz. Thun-Hohensteinová 1886–1971 | Josefina, roz. Thun-Hohensteinová 1886–1971 |  |  | 15. Bedřich Maria Lobkowicz 1881–1923      | 15. Bedřich Maria Lobkowicz 1881–1923      | 15. Bedřich Maria Lobkowicz 1881–1923      | 15. Bedřich Maria Lobkowicz 1881–1923      | 15. Bedřich Maria Lobkowicz 1881–1923      | 15. Bedřich Maria Lobkowicz 1881–1923      |  |  | Leopoldina, roz. Thun-Hohensteinová 1875–1964 | Leopoldina, roz. Thun-Hohensteinová 1875–1964 | Leopoldina, roz. Thun-Hohensteinová 1875–1964 | Leopoldina, roz. Thun-Hohensteinová 1875–1964 | Leopoldina, roz. Thun-Hohensteinová 1875–1964 | Leopoldina, roz. Thun-Hohensteinová 1875–1964 |  |  | Alois Podstatzky-Lichstenstein 1873–1918     | Alois Podstatzky-Lichstenstein 1873–1918     | Alois Podstatzky-Lichstenstein 1873–1918     | Alois Podstatzky-Lichstenstein 1873–1918     | Alois Podstatzky-Lichstenstein 1873–1918     | Alois Podstatzky-Lichstenstein 1873–1918     |  |  | Christian Thun-Hohenstein 1878–1970            | Christian Thun-Hohenstein 1878–1970            | Christian Thun-Hohenstein 1878–1970            | Christian Thun-Hohenstein 1878–1970            | Christian Thun-Hohenstein 1878–1970            | Christian Thun-Hohenstein 1878–1970            |  |  | Josefine, roz. z Blome 1902–1984     | Josefine, roz. z Blome 1902–1984     | Josefine, roz. z Blome 1902–1984     | Josefine, roz. z Blome 1902–1984     | Josefine, roz. z Blome 1902–1984     | Josefine, roz. z Blome 1902–1984     |  |  |
| 17. Elisabeth Sylvia Thun-Hohensteinová 1871–1931 | 17. Elisabeth Sylvia Thun-Hohensteinová 1871–1931 | 17. Elisabeth Sylvia Thun-Hohensteinová 1871–1931 | 17. Elisabeth Sylvia Thun-Hohensteinová 1871–1931 | 17. Elisabeth Sylvia Thun-Hohensteinová 1871–1931 | 17. Elisabeth Sylvia Thun-Hohensteinová 1871–1931 |  |  | Antonia Sylvia, roz. Thun-Hohensteinová 1875–1927 | Antonia Sylvia, roz. Thun-Hohensteinová 1875–1927 | Antonia Sylvia, roz. Thun-Hohensteinová 1875–1927 | Antonia Sylvia, roz. Thun-Hohensteinová 1875–1927 | Antonia Sylvia, roz. Thun-Hohensteinová 1875–1927 | Antonia Sylvia, roz. Thun-Hohensteinová 1875–1927 |  |  | Friedrich Karl Riedl von Riedenstein 1874–1946 | Friedrich Karl Riedl von Riedenstein 1874–1946 | Friedrich Karl Riedl von Riedenstein 1874–1946 | Friedrich Karl Riedl von Riedenstein 1874–1946 | Friedrich Karl Riedl von Riedenstein 1874–1946 | Friedrich Karl Riedl von Riedenstein 1874–1946 |  |  | Maria Ludovika Thun-Hohensteinová 1880– po 1967       | Maria Ludovika Thun-Hohensteinová 1880– po 1967       | Maria Ludovika Thun-Hohensteinová 1880– po 1967       | Maria Ludovika Thun-Hohensteinová 1880– po 1967       | Maria Ludovika Thun-Hohensteinová 1880– po 1967       | Maria Ludovika Thun-Hohensteinová 1880– po 1967       |  |  | Josefina, roz. Thun-Hohensteinová 1886–1971 | Josefina, roz. Thun-Hohensteinová 1886–1971 | Josefina, roz. Thun-Hohensteinová 1886–1971 | Josefina, roz. Thun-Hohensteinová 1886–1971 | Josefina, roz. Thun-Hohensteinová 1886–1971 | Josefina, roz. Thun-Hohensteinová 1886–1971 |  |  | 15. Bedřich Maria Lobkowicz 1881–1923      | 15. Bedřich Maria Lobkowicz 1881–1923      | 15. Bedřich Maria Lobkowicz 1881–1923      | 15. Bedřich Maria Lobkowicz 1881–1923      | 15. Bedřich Maria Lobkowicz 1881–1923      | 15. Bedřich Maria Lobkowicz 1881–1923      |  |  | Leopoldina, roz. Thun-Hohensteinová 1875–1964 | Leopoldina, roz. Thun-Hohensteinová 1875–1964 | Leopoldina, roz. Thun-Hohensteinová 1875–1964 | Leopoldina, roz. Thun-Hohensteinová 1875–1964 | Leopoldina, roz. Thun-Hohensteinová 1875–1964 | Leopoldina, roz. Thun-Hohensteinová 1875–1964 |  |  | Alois Podstatzky-Lichstenstein 1873–1918     | Alois Podstatzky-Lichstenstein 1873–1918     | Alois Podstatzky-Lichstenstein 1873–1918     | Alois Podstatzky-Lichstenstein 1873–1918     | Alois Podstatzky-Lichstenstein 1873–1918     | Alois Podstatzky-Lichstenstein 1873–1918     |  |  | Christian Thun-Hohenstein 1878–1970            | Christian Thun-Hohenstein 1878–1970            | Christian Thun-Hohenstein 1878–1970            | Christian Thun-Hohenstein 1878–1970            | Christian Thun-Hohenstein 1878–1970            | Christian Thun-Hohenstein 1878–1970            |  |  | Josefine, roz. z Blome 1902–1984     | Josefine, roz. z Blome 1902–1984     | Josefine, roz. z Blome 1902–1984     | Josefine, roz. z Blome 1902–1984     | Josefine, roz. z Blome 1902–1984     | Josefine, roz. z Blome 1902–1984     |  |  |

## Ve filmu
Hrobka se objevila ve filmu Něžné vlny (2014, režie: Jiří Vejdělek).